# Brommat
Brommat est une commune française située au nord du département de l'Aveyron, en région Occitanie. Elle est limitrophe de la commune de Mur-de-Barrez.
Le patrimoine architectural de la commune comprend cinq immeubles protégés au titre des monuments historiques : l'église Saint-Anthime-et-Saint-Saturnin, inscrite en 1927, la maison du XVe siècle, inscrite en 1928, l'église Saint-Roch, classée en 1933, le château d'Albinhac, inscrit en 1992, et l'église Saint-Cyrice-et-Sainte-Juliette, inscrite en 1992.

## Géographie

### Localisation et communes limitrophes
La commune de Brommat se trouve au nord  du département de l'Aveyron, dans la petite région agricole de Viadène et vallée du Lot.
Elle se situe à 79 km par la route de Rodez, préfecture du département et à 41 km de Laguiole, bureau centralisateur du canton d'Aubrac et Carladez dont dépend la commune depuis 2015. La commune fait en outre partie du bassin de vie de Mur-de-Barrez.
Les communes les plus proches sont : Mur-de-Barrez (2,3 km), Taussac (3,4 km), Sainte-Geneviève-sur-Argence (6,6 km), Lacroix-Barrez (7,0 km), Cros-de-Ronesque (15) (7,5 km), Raulhac (15) (8,1 km), Vezels-Roussy (15) (8,2 km), Thérondels (9,4 km), Cantoin (10,1 km).
| Mur-de-Barrez  | Thérondels                    |                    |
| Taussac        | Brommat                       | Argences en Aubrac |
| Lacroix-Barrez | Saint-Symphorien-de-Thénières |                    |

### Paysages et relief
Le territoire de la commune de Brommat est situé dans la région du Barrez, un plateau volcanique du sud du massif central. Elle est limitée à l'est par la très profonde vallée de la Truyère et vallonnée par plusieurs de ses affluents comme la Bromme et le Siniq. La commune actuelle est issue de la réunion en 1829 de l'ancienne commune avec celles d'Albinhac, de Cussac et de Rueyres. Territoire rural caractéristique de l'ancien Carladez, Brommat a connu un essor particulier lié à la construction d'un barrage et d'une usine hydro-électrique à Sarrans sur la Truyère dans les années 1930, complétés par le barrage de Labarthe.

### Accessibilité
La gare SNCF la plus proche est Aurillac. La ligne régionale de bus LR114 dessert ensuite Mur-de-Barrez.

### Hydrographie

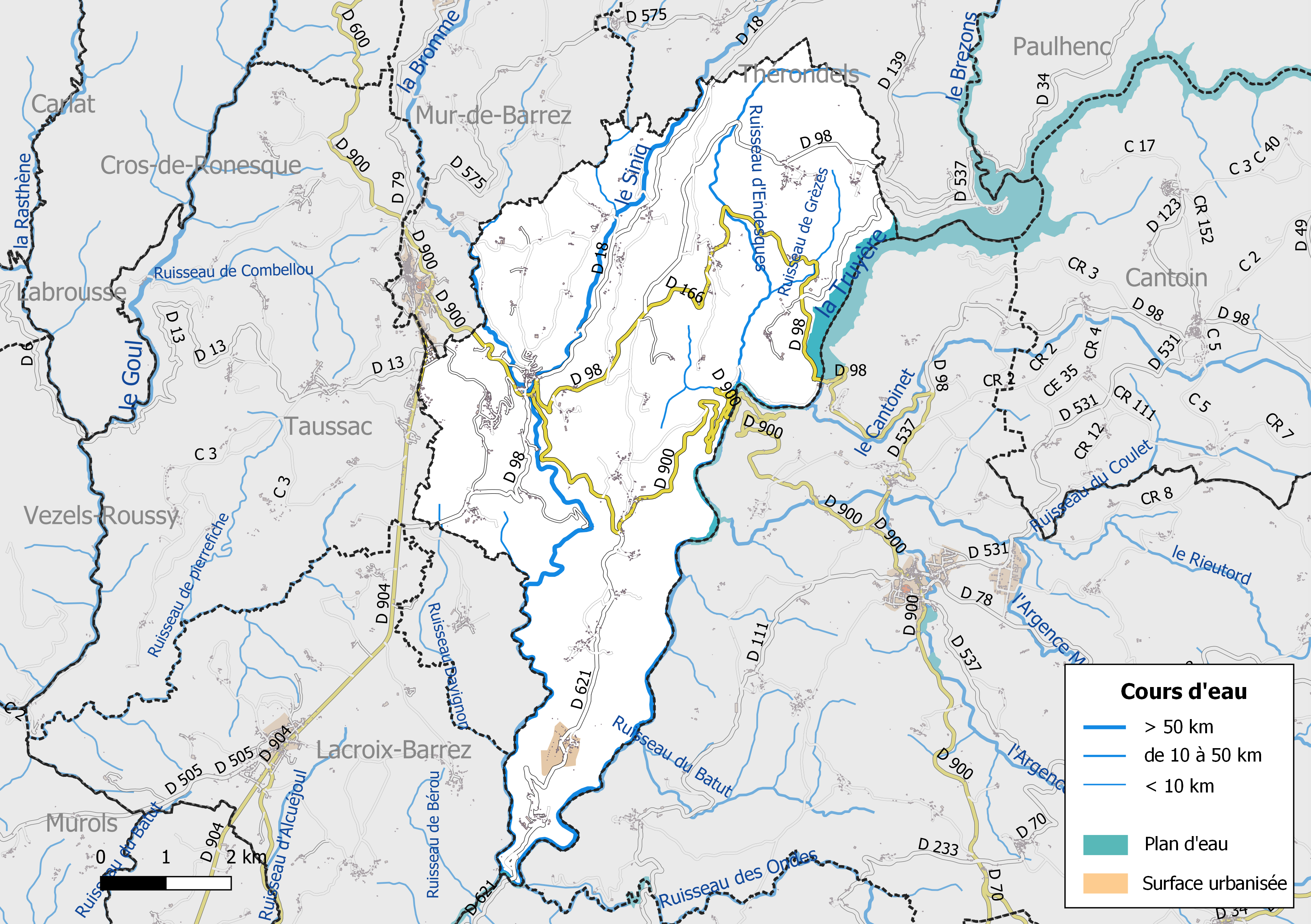
Réseaux hydrographique et routier de Brommat.

La commune est drainée par la Truyère, la Bromme, le Siniq, le ruisseau d'Endesques, le ruisseau Davignon, le ruisseau de Billès, le ruisseau de Grèzes, le ruisseau de Messel, le ruisseau de Pompialou, le ruisseau des Puechs Combels, le ruisseau du Barthas et par divers petits cours d'eau.
La Truyère, d'une longueur totale de 167,2 km, prend sa source dans la commune de Monts-de-Randon (48) et se jette  dans le Lot  à Entraygues-sur-Truyère, après avoir arrosé 39 communes.
La Bromme, d'une longueur totale de 30,3 km, prend sa source dans la commune de Pailherols (15) et se jette  dans la Truyère à Lacroix-Barrez, après avoir arrosé 5 communes.
Le Siniq, d'une longueur totale de 28,6 km, prend sa source dans la commune de Pailherols (15) et se jette  dans la Bromme  à Brommat, après avoir arrosé 5 communes.
L'Argence Vive, d'une longueur totale de 23,9 km, prend sa source dans la commune d'Argences en Aubrac et se jette  dans la Truyère à Brommat, après avoir arrosé 3 communes.
Deux lacs complètent le réseau hydrographique :
- le lac de Couesques est un lac de retenue lié au barrage de Couesques. Il s'étend sur 2,40 km2 et 12 km de longueur. Outre les communes de Campouriez et Saint-Hippolyte, la retenue baigne également quatre autres communes : Brommat et Lacroix-Barrez en rive droite, ainsi que  Saint-Gervais et Montézic en rive gauche. Elle est alimentée par la Truyère et son affluent le ruisseau de Gouzou, ainsi que par une trentaine de petits ruisseaux, et sert à alimenter par pompage-turbinage la retenue du barrage de Montézic via la centrale de Montézic[10] ;
- le lac de Sarrans est un lac de retenue lié au barrage de Sarrans. Situé à 647 m d'altitude, son volume s'élève à 296 millions de mètres cubes d'eau. Le lac arrose plusieurs communes auxquelles il sert de limite naturelle, dont quatre en Aveyron : Brommat, Cantoin, Sainte-Geneviève-sur-Argence et Thérondels[11].

### Climat
Pour des articles plus généraux, voir Climat de l'Occitanie et Climat de l'Aveyron.
En 2010, le climat de la commune est de type climat de montagne, selon une étude s'appuyant sur une série de données couvrant la période 1971-2000. En 2020, Météo-France publie une typologie des climats de la France métropolitaine dans laquelle la commune est exposée à un climat de montagne et est dans une zone de transition entre les régions climatiques « Ouest et nord-ouest du Massif Central » et « Sud-est du Massif Central »0.
Pour la période 1971-2000, la température annuelle moyenne est de 9,5 °C, avec une amplitude thermique annuelle de 15,8 °C. Le cumul annuel moyen de précipitations est de 1 200 mm, avec 12,2 jours de précipitations en janvier et 7,5 jours en juillet. Pour la période 1991-2020, la température moyenne annuelle observée sur la station météorologique la plus proche, située sur la commune de Laguiole à 21 km à vol d'oiseau, est de 8,9 °C et le cumul annuel moyen de précipitations est de 1 441,2 mm,. Pour l'avenir, les paramètres climatiques de la commune estimés pour 2050 selon différents scénarios d'émission de gaz à effet de serre sont consultables sur un site dédié publié par Météo-France en novembre 2022.

### Milieux naturels et biodiversité

#### Sites Natura 2000

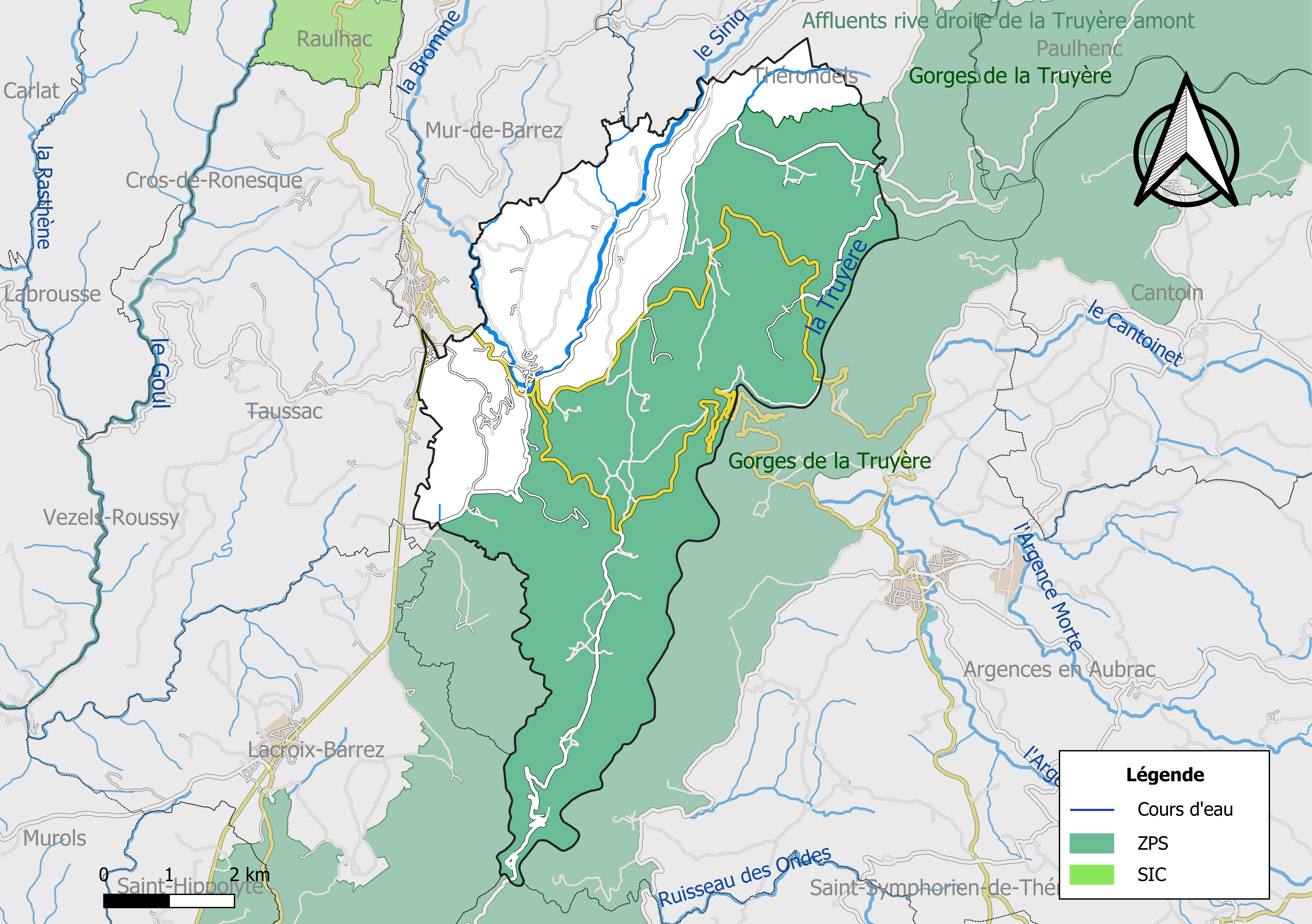
Sites Natura 2000 sur le territoire communal.

Le réseau Natura 2000 est un réseau écologique européen de sites naturels d’intérêt écologique élaboré à partir des Directives « Habitats » et « Oiseaux ». Ce réseau est constitué de Zones spéciales de conservation (ZSC) et de Zones de protection spéciale (ZPS). Dans les zones de ce réseau, les États Membres s'engagent à maintenir dans un état de conservation favorable les types d'habitats et d'espèces concernés, par le biais de mesures réglementaires, administratives ou contractuelles.
Un site Natura 2000 a été défini sur la commune au titre de la « directive Habitats » : 
- La « Haute vallée du Lot entre Espalion et Saint-Laurent-d'Olt et gorges de la Truyère, basse vallée du Lot et le Goul », d'une superficie de 5 653 ha, comprend une partie de la vallée du Lot ainsi que deux de ses affluents : la Truyère et le Goul. Le site est remarquable d'une part du fait de la présence de deux espèces d'intérêt communautaire : la Loutre d'Europe et le Chabot  et de plusieurs habitats aquatiques et forestiers d'intérêts communautaires qui se rapportent aux trois entités paysagères du site[20].

et au titre de la Directive Oiseaux : 
- Les « Gorges de la Truyère », d'une superficie de 16 681 ha, où douze espèces de l'annexe 1 se reproduisent régulièrement sur le site, parmi lesquelles huit espèces de rapaces[21].

#### Zones naturelles d'intérêt écologique, faunistique et floristique
L’inventaire des zones naturelles d'intérêt écologique, faunistique et floristique (ZNIEFF) a pour objectif de réaliser une couverture des zones les plus intéressantes sur le plan écologique, essentiellement dans la perspective d’améliorer la connaissance du patrimoine naturel national et de fournir aux différents décideurs un outil d’aide à la prise en compte de l’environnement dans l’aménagement du territoire.
Le territoire communal de Brommat comprend six ZNIEFF de type 1, : 
- les « Gorges de la Truyère de Rueyres au trébuc » (2 494 ha)[23];
- la « Montagne de Greffeuille » (381,2 ha)[24];
- les « Rivières de la Truyère et du Goul » (714,8 ha)[25];
- le « Ruisseau de la Bromme à Mur-de-Barrez » (51,6 ha)[26];
- la « Vallée de la Truyère au barrage de Sarrans » (457,5 ha)[27];
- la « Vallée de la Truyère, barrage de Sarrans » (7 150 ha)[28]

et trois ZNIEFF de type 2, : 
- la « Vallée de la Truyère » (30 569 ha), qui s'étend sur 40 communes dont 4 dans l'Aveyron, 27 dans le Cantal et 9 dans la Lozère[29];
- la « Vallée de la Truyère, du Goul et de la Bromme » (8 876 ha), qui s'étend sur 18 communes dont 12 dans l'Aveyron et  6 dans le Cantal[30];
- les « Vallées de la Bromme et du Siniq, des limites du cantal à la confluence de Brommat » (1 219 ha), qui s'étend sur 8 communes dont 4 dans l'Aveyron et 4 dans le Cantal[31].

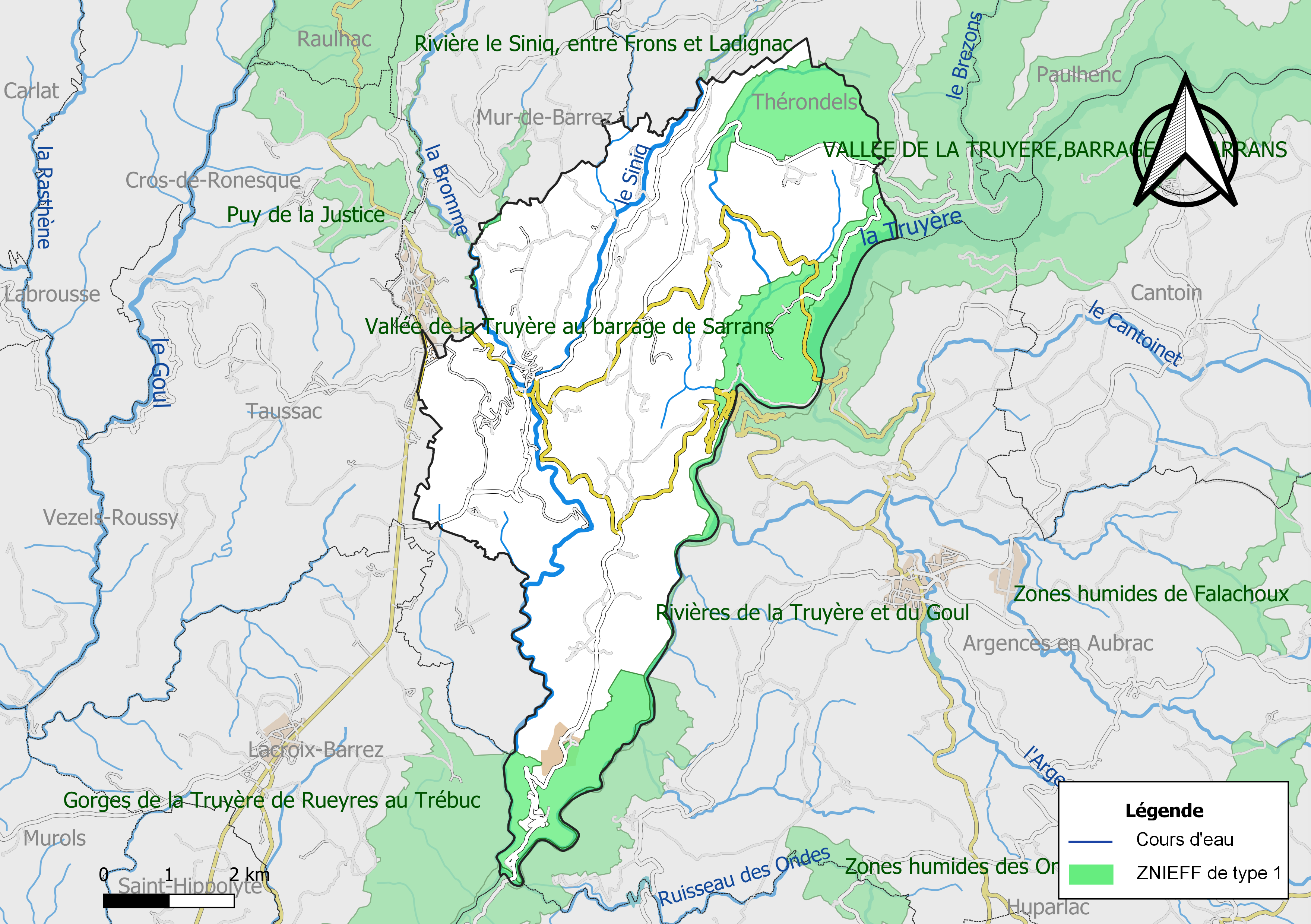
Carte des ZNIEFF de type 1 de la commune.
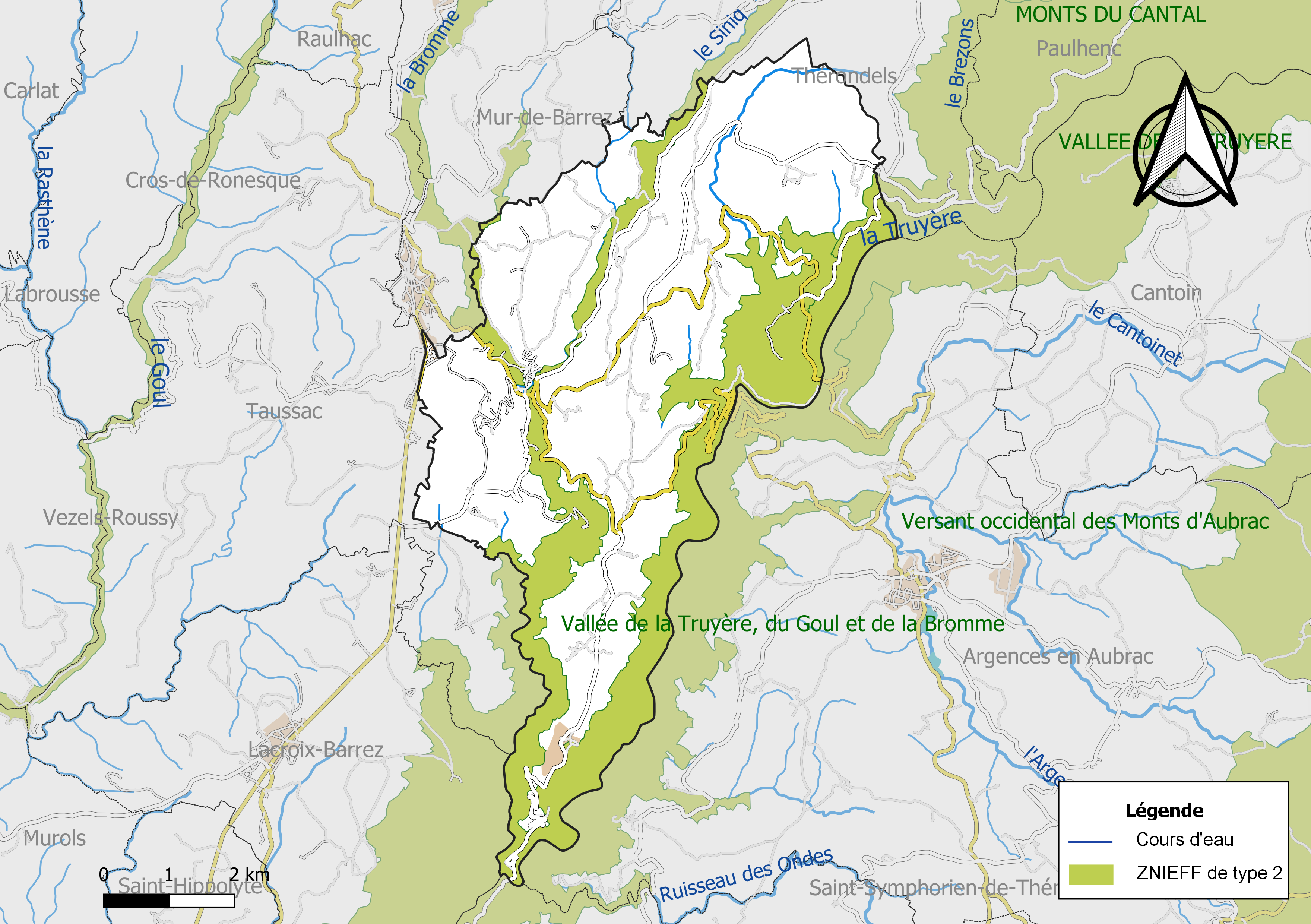
Carte des ZNIEFF de type 2 de la commune.

## Urbanisme

### Typologie
Au 1er janvier 2024, Brommat est catégorisée commune rurale à habitat très dispersé, selon la nouvelle grille communale de densité à 7 niveaux définie par l'Insee en 2022.
Elle est située hors unité urbaine et hors attraction des villes,.
La commune, bordée par un plan d’eau intérieur d’une superficie supérieure à 1 000 hectares, le lac du Barrage de Sarrans, est également une commune littorale au sens de la loi du 3 janvier 1986, dite loi littoral. Des dispositions spécifiques d’urbanisme s’y appliquent dès lors afin de préserver les espaces naturels, les sites, les paysages et l’équilibre écologique du littoral, tel le principe d'inconstructibilité, en dehors des espaces urbanisés, sur la bande littorale des 100 mètres, ou plus si le plan local d’urbanisme le prévoit.

### Occupation des sols

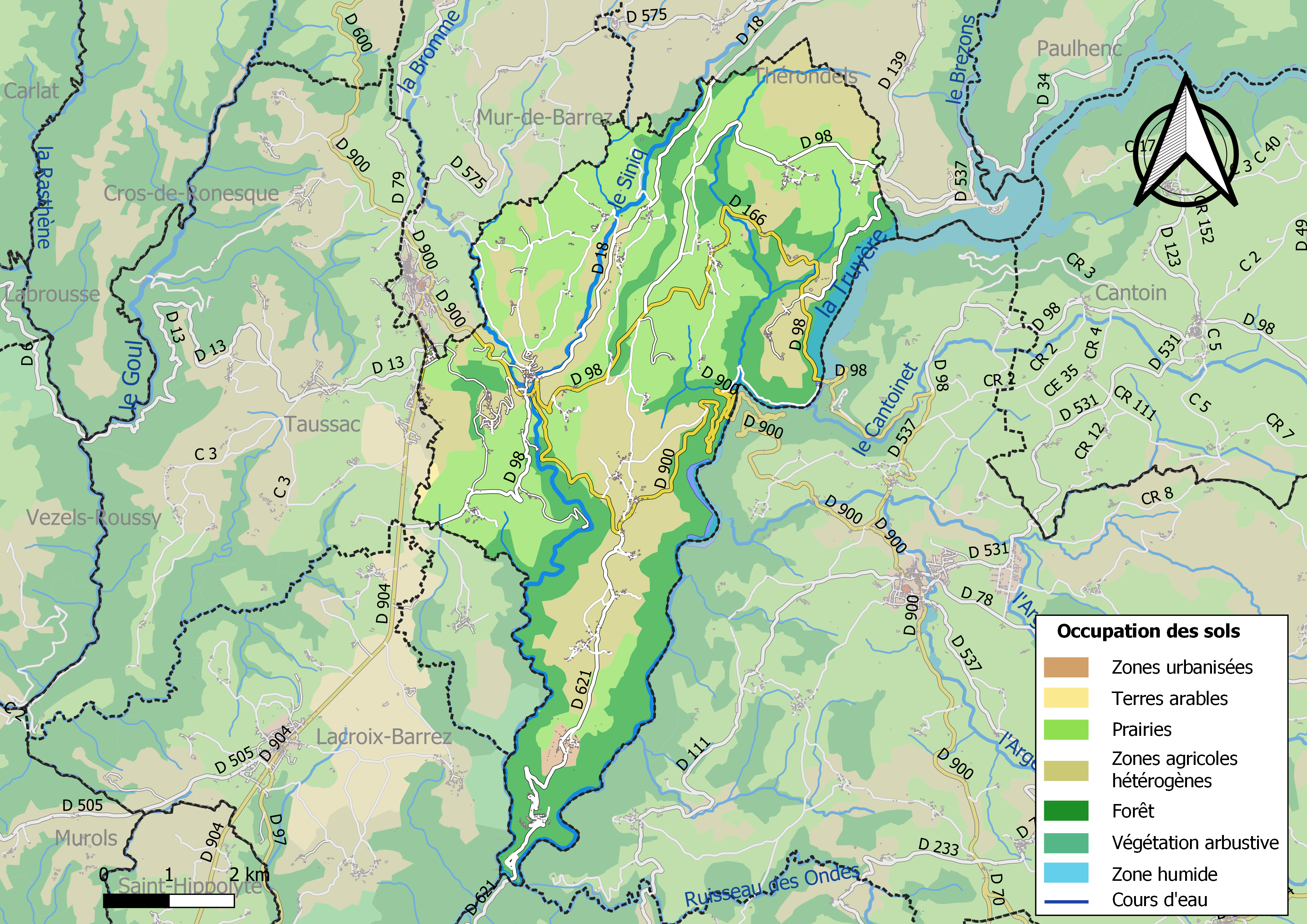
Infrastructures et occupation des sols de la commune de Brommat.

L'occupation des sols de la commune, telle qu'elle ressort de la base de données européenne d’occupation biophysique des sols Corine Land Cover (CLC), est marquée par l'importance des territoires agricoles (67,5 % en 2018), en augmentation par rapport à 1990 (65,6 %). La répartition détaillée en 2018 est la suivante : 
prairies (40,1 %), forêts (28,6 %), zones agricoles hétérogènes (27,3 %), eaux continentales (1,6 %), zones urbanisées (1,4 %), zones industrielles ou commerciales et réseaux de communication (0,9 %), terres arables (0,1 %), milieux à végétation arbustive et/ou herbacée (0,1 %).

### Planification
La commune, en 2017, avait engagé l'élaboration d'un plan local d'urbanisme.

### Risques majeurs
Le territoire de la commune de Brommat est vulnérable à différents aléas naturels : climatiques (hiver exceptionnel ou canicule), feux de forêts et séisme (sismicité faible).
Il est également exposé à deux risques technologiques, le transport de matières dangereuses et la rupture d'un barrage, et à un risque particulier, le risque radon,.

#### Risques naturels
Le Plan départemental de protection des forêts contre les incendies découpe le département de l’Aveyron en sept « bassins de risque » et définit une sensibilité des communes à l’aléa feux de forêt (de faible à très forte). La commune est classée en sensibilité faible.
Les mouvements de terrains susceptibles de se produire sur la commune sont soit des mouvements liés au retrait-gonflement des argiles, soit des effondrements liés à des cavités souterraines. Le phénomène de retrait-gonflement des argiles est la conséquence d'un changement d'humidité des sols argileux. Les argiles sont capables de fixer l'eau disponible mais aussi de la perdre en se rétractant en cas de sécheresse. Ce phénomène peut provoquer des dégâts très importants sur les constructions (fissures, déformations des ouvertures) pouvant rendre inhabitables certains locaux. La carte de zonage de cet aléa peut être consultée sur le site de l'observatoire national des risques naturels Géorisques. Une autre carte permet de prendre connaissance des cavités souterraines localisées sur la commune.

#### Risques technologiques
Le risque de transport de matières dangereuses sur la commune est lié à sa traversée par une route à fort trafic. Un accident se produisant sur une telle infrastructure est en effet susceptible d’avoir des effets graves au bâti ou aux personnes jusqu’à 350 m, selon la nature du matériau transporté. Des dispositions d’urbanisme peuvent être préconisées en conséquence.
Dans le département de l'Aveyron on dénombre huit grands barrages susceptibles d’occasionner des dégâts en cas de rupture. La commune fait partie des 64 communes susceptibles d’être touchées par l’onde de submersion consécutive à la rupture d’un de ces barrages.

#### Risque particulier
Dans plusieurs parties du territoire national, le radon, accumulé dans certains logements ou autres locaux, peut constituer une source significative d’exposition de la population aux rayonnements ionisants. Toutes les communes du département sont concernées par le risque radon à un niveau plus ou moins élevé. La commune de Brommat est classée à risque moyen à élevé.

## Histoire
Brommat est mentionné à l'époque carolingienne, au Xe siècle, comme chef-lieu de viguerie, le Brommatès. Il semblerait que ce soit plutôt un centre secondaire dépendant de Bars, chef-lieu du Barrensis, ou Barrez.
Le Barrez était la partie rouergate du Carladez, ou vicomté de Carlat. Acquis avec la vicomté de Millau par la famille des comtes de Provence, il passa aux comtes de Barcelone et au roi d'Aragon. Ainsi, Brommat et l'ensemble du Carladez faisaient partie du Royaume de Majorque de 1276 à 1344.
Le Carladez fut ensuite rattaché au comté de Rodez puis au royaume de France. En 1643, il fut cédé aux Grimaldi, prince de Monaco, qui furent seigneurs suzerains de Brommat jusqu'à la Révolution française.

## Politique et administration

### Découpage territorial
La commune de Brommat est membre de la communauté de communes Aubrac, Carladez et Viadène, un établissement public de coopération intercommunale (EPCI) à fiscalité propre créé le 1er janvier 2017 dont le siège est à Laguiole. Ce dernier est par ailleurs membre d'autres groupements intercommunaux.
Sur le plan administratif, elle est rattachée à l'arrondissement de Rodez, au département de l'Aveyron et à la région Occitanie. Sur le plan électoral, elle dépend du  canton d'Aubrac et Carladez pour l'élection des conseillers départementaux, depuis le redécoupage cantonal de 2014 entré en vigueur en 2015, et de la première circonscription de l'Aveyron  pour les élections législatives, depuis le dernier découpage électoral de 2010.

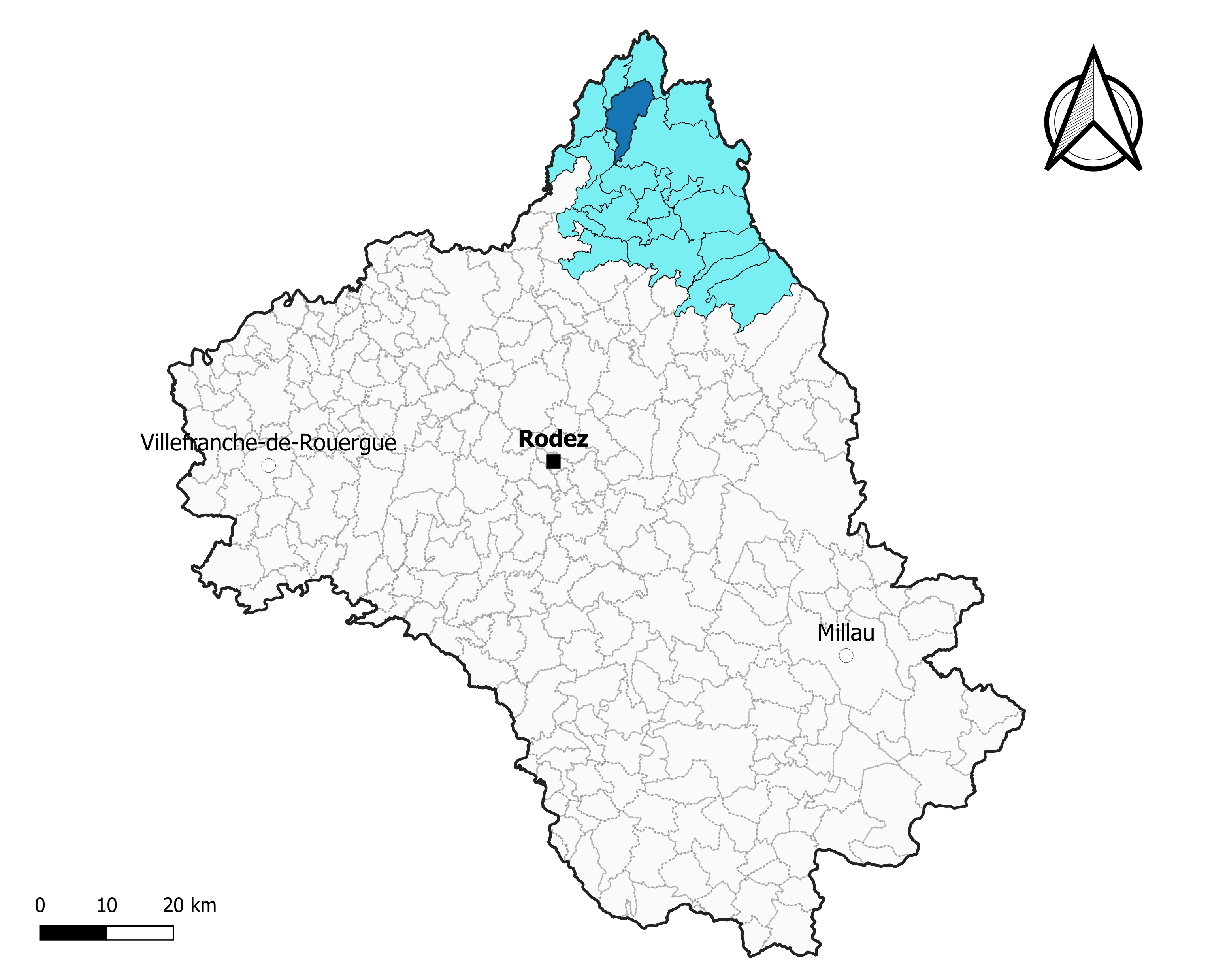
Brommat dans l'intercommunalité en 2020[Note 4].
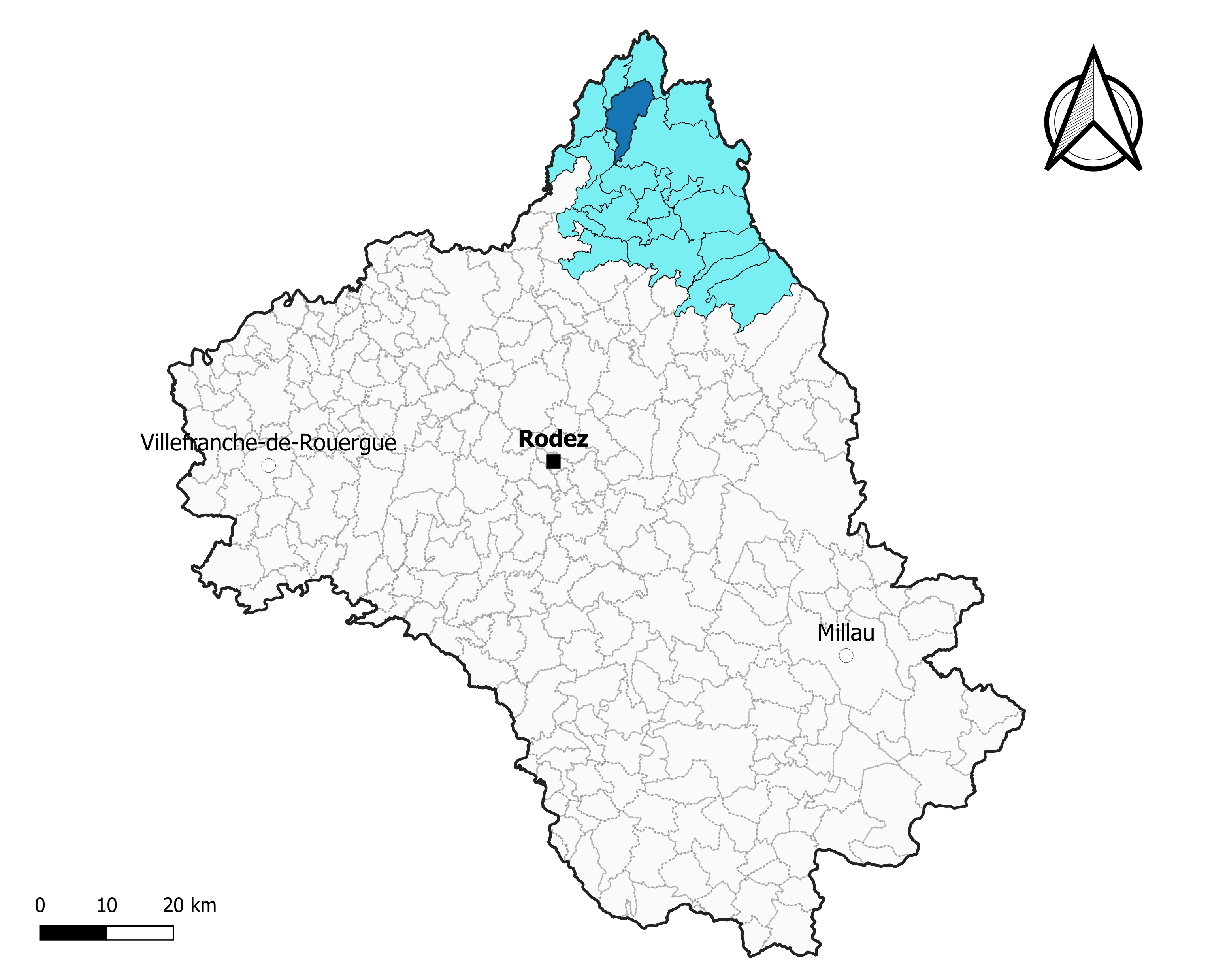
Brommat dans le canton d'Aubrac et Carladez en 2020.
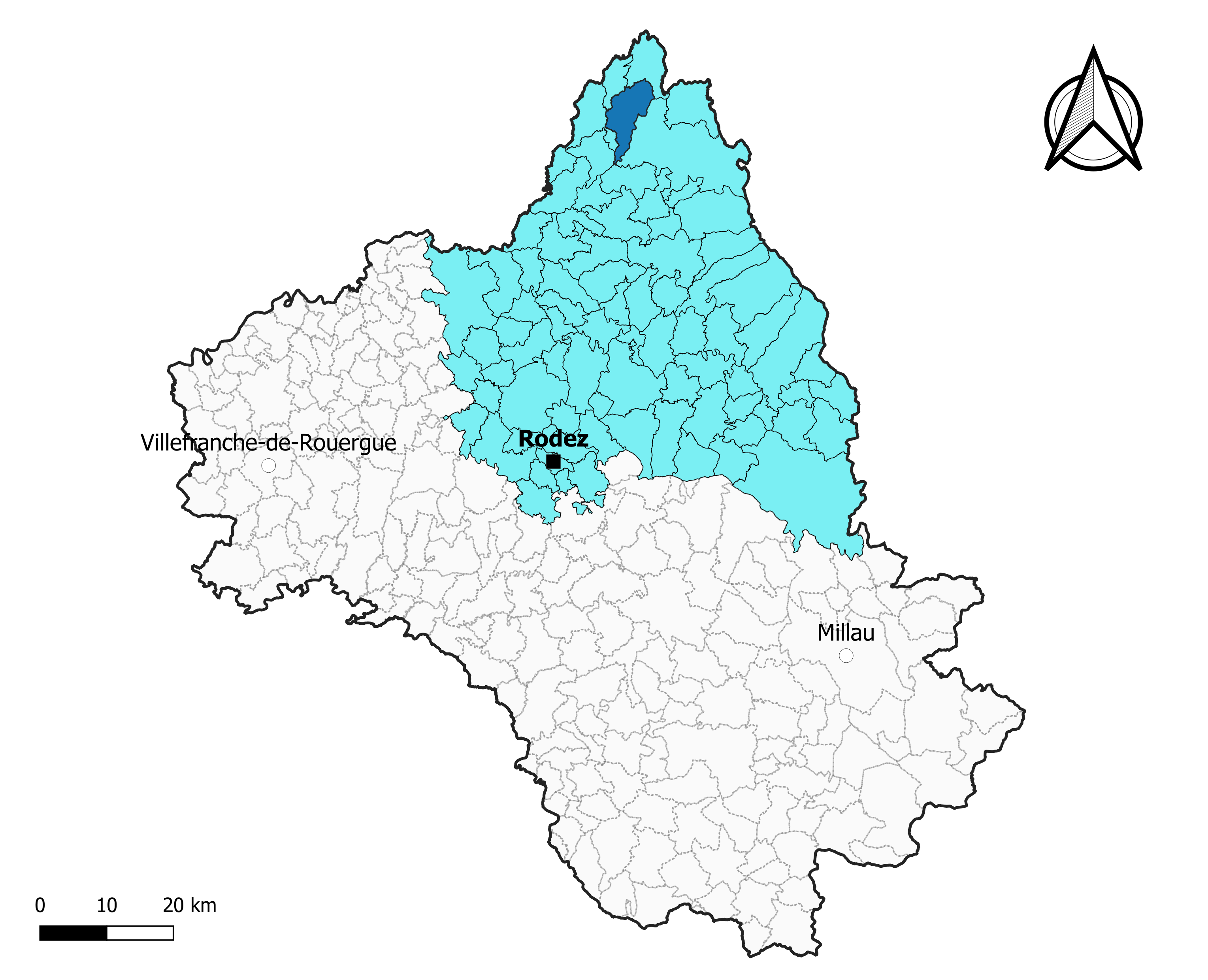
Brommat dans l'arrondissement de Rodez en 2020.

### Élections municipales et communautaires

#### Élections de 2020
Le conseil municipal de Brommat, commune de moins de 1 000 habitants, est élu au scrutin majoritaire plurinominal à deux tours avec candidatures isolées ou groupées et possibilité de panachage. Compte tenu de la population communale, le nombre de sièges à pourvoir lors des élections municipales de 2020 est de 15. Sur les dix-huit candidats en lice, quinze sont élus dès le premier tour, le 15 mars 2020, correspondant à la totalité des sièges à pourvoir, avec un taux de participation de 48,05 %.
Didier Cayla, maire sortant, est réélu pour un nouveau mandat le 25 mai 2020.
Dans les communes de moins de 1 000 habitants, les conseillers communautaires sont désignés parmi les conseillers municipaux élus en suivant l’ordre du tableau (maire, adjoints puis conseillers municipaux) et dans la limite du nombre de sièges attribués à la commune au sein du conseil communautaire. Deux sièges sont attribués à la commune au sein de la communauté de communes Aubrac, Carladez et Viadène.

#### Liste des maires
| Période                                  | Période   | Identité               | Étiquette | Qualité            |
| ---------------------------------------- | --------- | ---------------------- | --------- | ------------------ |
| 1792                                     | 1795      | Pierre Soulenq         |           |                    |
| 1795                                     | 1797      | Jean Calmon            |           |                    |
| 1797                                     | 1798      | Bernard Barthélémy     |           |                    |
| 1798                                     | 1800      | Jean-Pierre Taillefer  |           |                    |
| 1800                                     | 1800      | Jean Alidières         |           |                    |
| 1800                                     | 1813      | Pierre Soulenq         |           |                    |
| 1813                                     | 1832      | Jean Verdier           |           |                    |
| 1832                                     | 1855      | Jean-Jacques Alidières |           |                    |
| 1855                                     | 1859      | Pierre Soulenq         |           |                    |
| 1859                                     | 1860      | Raymond Carrié         |           |                    |
| 1860                                     | 1863      | Jean-Jacques Barthe    |           |                    |
| 1863                                     | 1864      | Joseph Cabrilhac       |           |                    |
| 1864                                     | 1881      | Jean Alric             |           |                    |
| 1881                                     | 1887      | Victor Soulenq         |           |                    |
| 1887                                     | 1904      | Jean-Antoine Thoulus   |           |                    |
| 1904                                     | 1912      | Bertrand Cabrilhac     |           |                    |
| 1912                                     | 1927      | Bertrand Verdier       |           |                    |
| 1927                                     | 1947      | Henri Reyroles         |           |                    |
| 1947                                     | 1959      | Daniel Albouy          |           |                    |
| 1959                                     | 1971      | Eugène Barrio          |           |                    |
| 1971                                     | 1995      | Bernard Monzie         |           |                    |
| mars 2001                                | mars 2014 | Francis Issanchou      | DVD       | Conseiller général |
| mars 2014                                | En cours  | Didier Cayla,          |           | Ancien employé     |
| Les données manquantes sont à compléter. |           |                        |           |                    |

## Démographie
L'évolution du nombre d'habitants est connue à travers les recensements de la population effectués dans la commune depuis 1793. Pour les communes de moins de 10 000 habitants, une enquête de recensement portant sur toute la population est réalisée tous les cinq ans, les populations de référence des années intermédiaires étant quant à elles estimées par interpolation ou extrapolation. Pour la commune, le premier recensement exhaustif entrant dans le cadre du nouveau dispositif a été réalisé en 2008.

En 2022, la commune comptait 632 habitants, en évolution de −1,1 % par rapport à 2016 (Aveyron : +0,37 %, France hors Mayotte : +2,11 %).
| 1793 | 1800 | 1831  | 1836  | 1841  | 1846  | 1851  | 1856  | 1861  |
| ---- | ---- | ----- | ----- | ----- | ----- | ----- | ----- | ----- |
| 850  | 446  | 1 688 | 1 804 | 1 709 | 1 772 | 1 723 | 1 562 | 1 475 |

| 1866  | 1872  | 1876  | 1881  | 1886  | 1891  | 1896  | 1901  | 1906  |
| ----- | ----- | ----- | ----- | ----- | ----- | ----- | ----- | ----- |
| 1 609 | 1 533 | 1 515 | 1 415 | 1 387 | 1 283 | 1 216 | 1 203 | 1 213 |

| 1911  | 1921  | 1926  | 1931  | 1936  | 1946  | 1954  | 1962  | 1968 |
| ----- | ----- | ----- | ----- | ----- | ----- | ----- | ----- | ---- |
| 1 161 | 1 189 | 1 137 | 3 293 | 1 334 | 1 361 | 1 166 | 1 074 | 971  |

| 1975 | 1982 | 1990 | 1999 | 2006 | 2008 | 2013 | 2018 | 2022 |
| ---- | ---- | ---- | ---- | ---- | ---- | ---- | ---- | ---- |
| 908  | 932  | 861  | 781  | 726  | 710  | 646  | 638  | 632  |

## Économie

### Revenus
En 2018  (données Insee publiées en septembre 2021), la commune compte 299 ménages fiscaux, regroupant 615 personnes. La médiane du revenu disponible par unité de consommation est de 19 040 € (20 640 € dans le département).

### Emploi
| Division       | 2008  | 2013  | 2018  |
| -------------- | ----- | ----- | ----- |
| Commune        | 3,8 % | 6,5 % | 4,6 % |
| Département    | 5,4 % | 7,1 % | 7,1 % |
| France entière | 8,3 % | 10 %  | 10 %  |

En 2018, la population âgée de 15 à 64 ans s'élève à 346 personnes, parmi lesquelles on compte 76,9 % d'actifs (72,3 % ayant un emploi et 4,6 % de chômeurs) et 23,1 % d'inactifs,. Depuis 2008, le taux de chômage communal (au sens du recensement) des 15-64 ans est inférieur à celui de la France et du département.
La commune est hors attraction des villes,. Elle compte 217 emplois en 2018, contre 213 en 2013 et 224 en 2008. Le nombre d'actifs ayant un emploi résidant dans la commune est de 262, soit un indicateur de concentration d'emploi de 82,6 % et un taux d'activité parmi les 15 ans ou plus de 49,6 %.
Sur ces 262 actifs de 15 ans ou plus ayant un emploi, 122 travaillent dans la commune, soit 47 % des habitants. Pour se rendre au travail, 74 % des habitants utilisent un véhicule personnel ou de fonction à quatre roues, 0,4 % les transports en commun, 11,8 % s'y rendent en deux-roues, à vélo ou à pied et 13,7 % n'ont pas besoin de transport (travail au domicile).

### Activités hors agriculture

#### Secteurs d'activités
46 établissements sont implantés  à Brommat au 31 décembre 2019. Le tableau ci-dessous en détaille le nombre par secteur d'activité et compare les ratios avec ceux du département,.
| Secteur d'activité                                                                                        | Commune | Commune | Département |
| Secteur d'activité                                                                                        | Nombre  | %       | %           |
| --- | ------- | ------- | ----------- |
| Ensemble                                                                                                  | 46      |         |             |
| Industrie manufacturière, industries extractives et autres                                                | 15      | 32,6 %  | (17,7 %)    |
| Construction                                                                                              | 10      | 21,7 %  | (13 %)      |
| Commerce de gros et de détail, transports, hébergement et restauration                                    | 13      | 28,3 %  | (27,5 %)    |
| Activités immobilières                                                                                    | 2       | 4,3 %   | (4,2 %)     |
| Activités spécialisées, scientifiques et techniques et activités de services administratifs et de soutien | 5       | 10,9 %  | (12,4 %)    |
| Autres activités de services                                                                              | 1       | 2,2 %   | (7,8 %)     |

Le secteur de l'industrie manufacturière, des industries extractives et autres est prépondérant sur la commune puisqu'il représente 32,6 % du nombre total d'établissements de la commune (15 sur les 46 entreprises implantées  à Brommat), contre 17,7 % au niveau départemental.

#### Entreprises
L' entreprise ayant son siège social sur le territoire communal qui génère le plus de chiffre d'affaires en 2020 est : 
- Jean Soulenq Et Fils, travaux de terrassement courants et travaux préparatoires (2 568 k€)

### Agriculture
La commune est dans la « Viadène et vallée du Lot », une petite région agricole occupant le nord-ouest du département de l'Aveyron. En 2020, l'orientation technico-économique de l'agriculture  sur la commune est l'élevage bovin, orientation mixte lait et viande.
|               | 1988  | 2000  | 2010  | 2020  |
| ------------- | ----- | ----- | ----- | ----- |
| Exploitations | 66    | 48    | 33    | 35    |
| SAU (ha)      | 2 658 | 3 103 | 2 837 | 2 837 |

Le nombre d'exploitations agricoles en activité et ayant leur siège dans la commune est passé de 66 lors du recensement agricole de 1988  à 48 en 2000 puis à 33 en 2010 et enfin à 35 en 2020, soit une baisse de 47 % en 32 ans. Le même mouvement est observé à l'échelle du département qui a perdu pendant cette période 51 % de ses exploitations,. La surface agricole utilisée sur la commune a quant à elle augmenté, passant de 2 658 ha en 1988 à 2 837 ha en 2020. Parallèlement la surface agricole utilisée moyenne par exploitation a augmenté, passant de 40 à 81 ha.

## Culture locale et patrimoine

### Édifices civils

#### Château deCastel Noël
Il était autrefois appelé Calhac. Il a longtemps appartenu aux vicomtes de Carlat. Il apparaît peu après 1010 dans le testament d'Agnès de Carlat. Le corps de logis actuel remonte au XVe siècle et le donjon au XIVe siècle mais a été modifié au XIXe siècle.

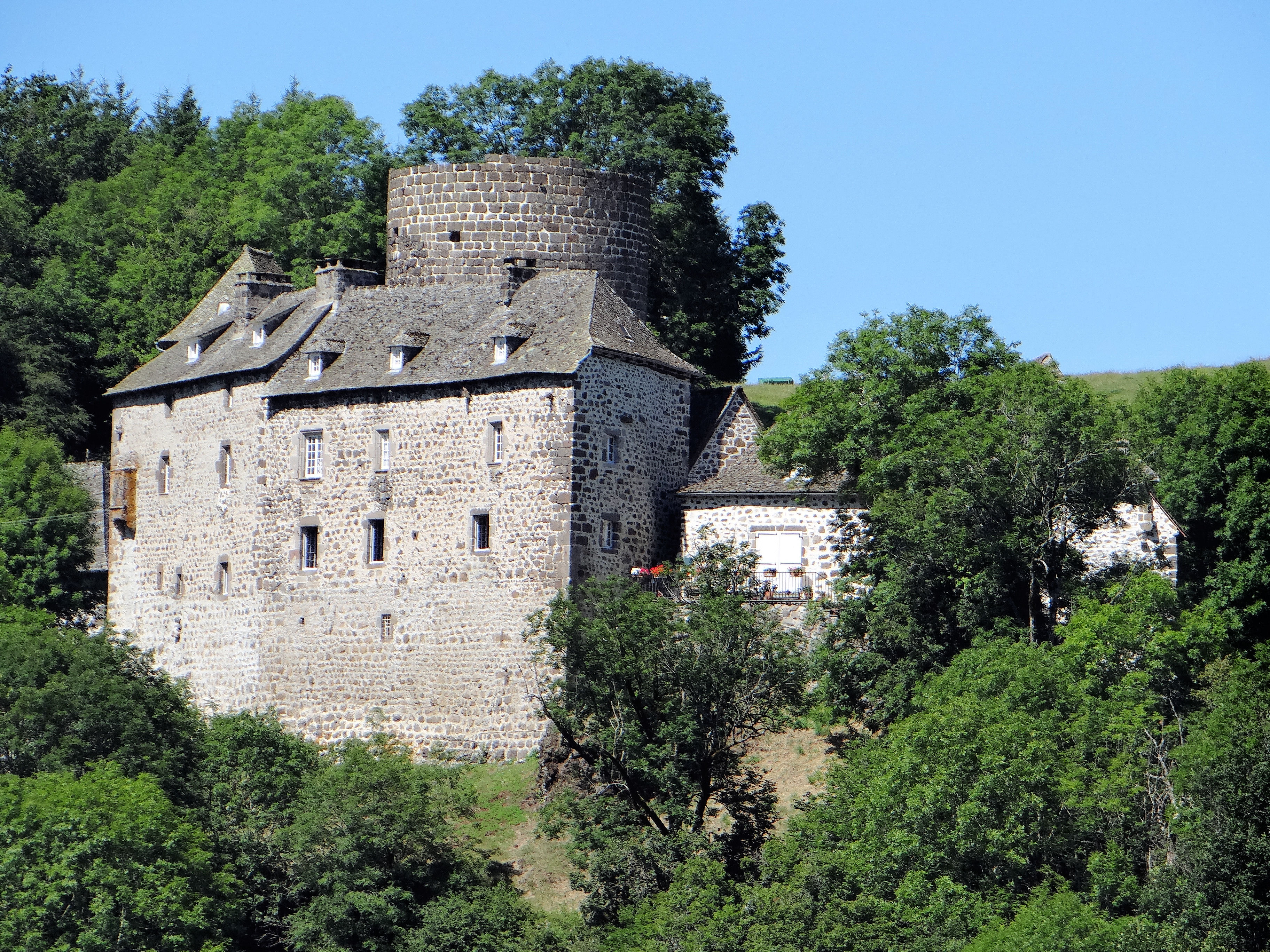
Château de Castel Noël

#### Château d'Albinhac

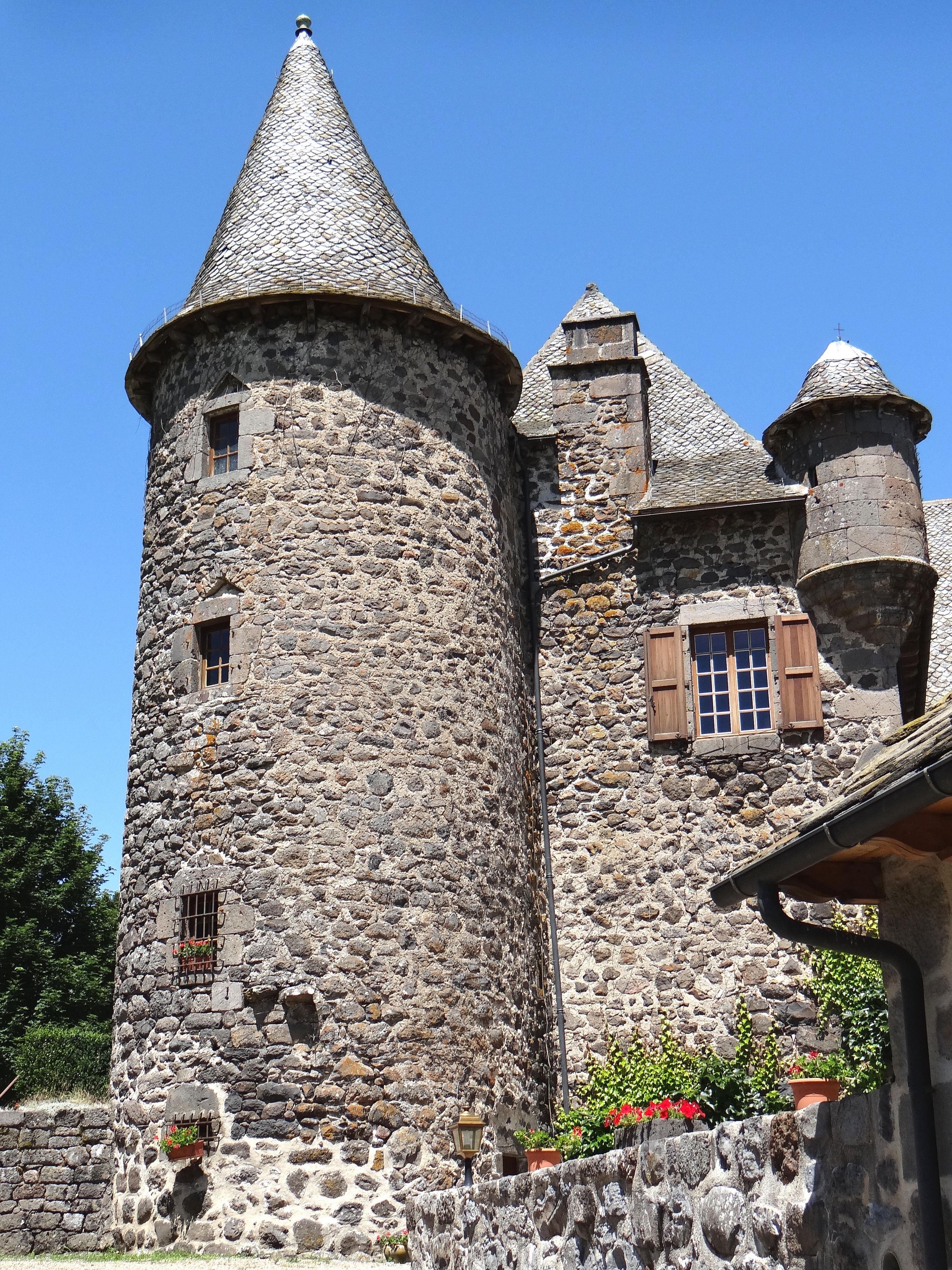
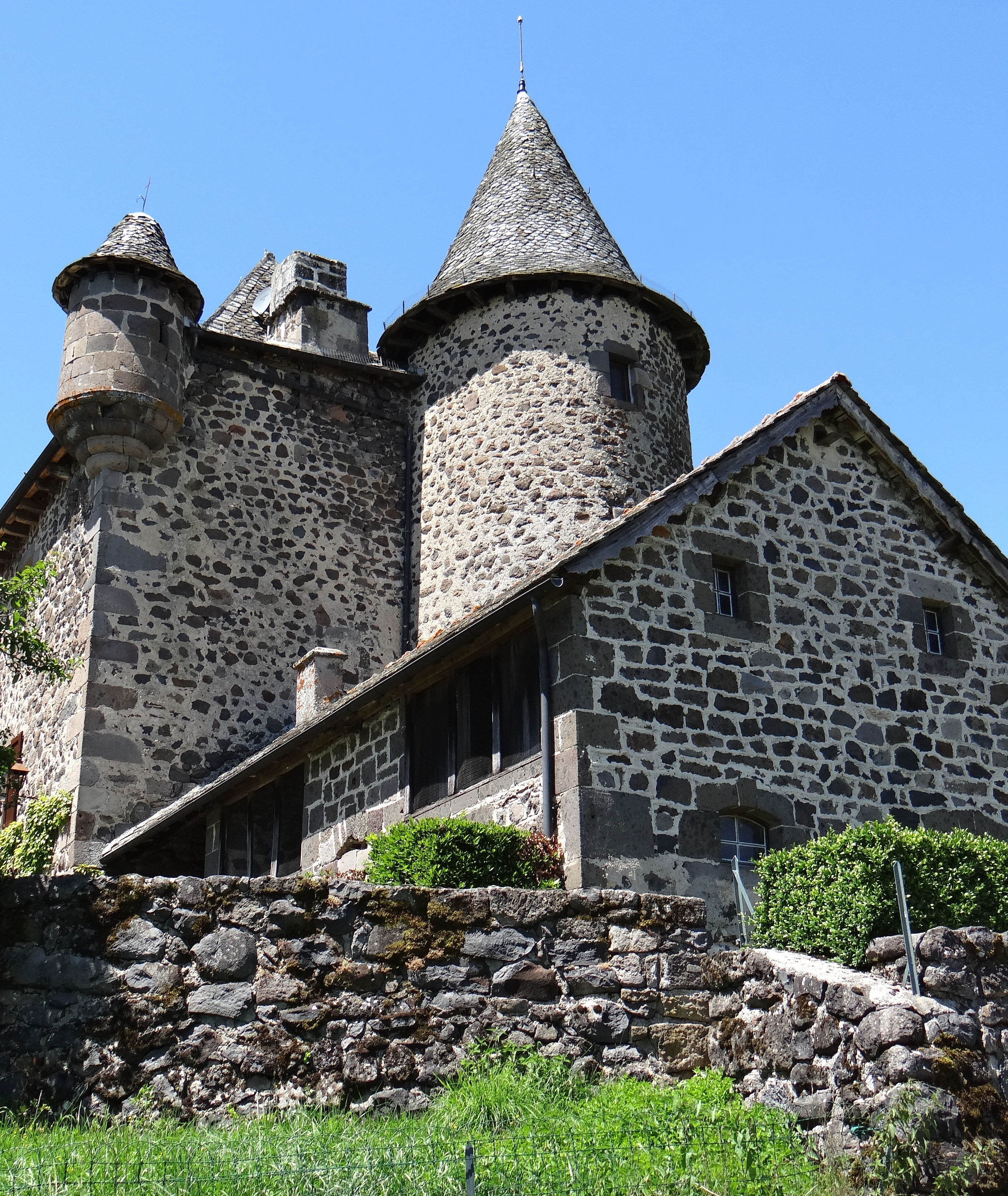
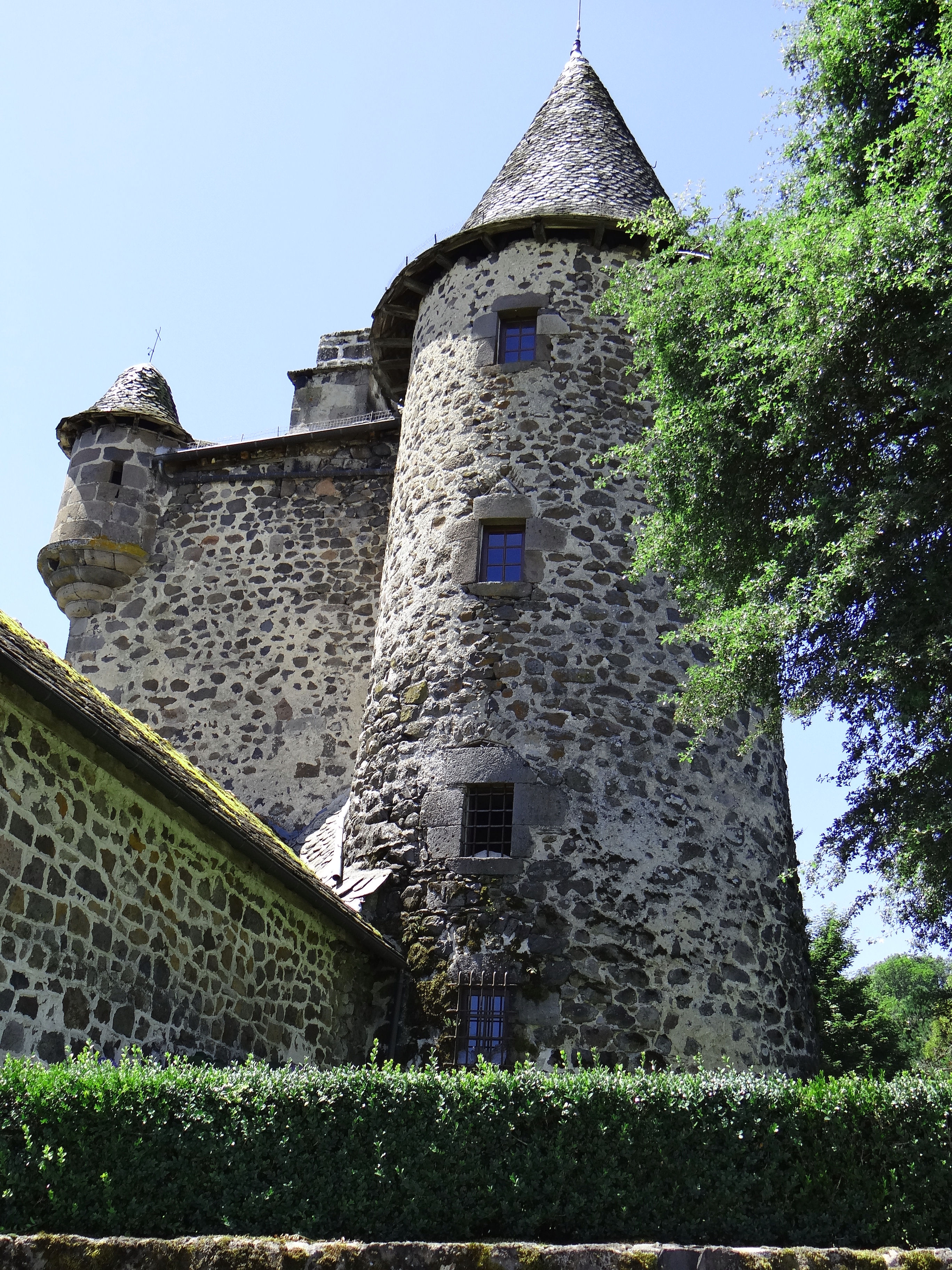

Inscrit MH (1992).

#### Maison duXVesiècle

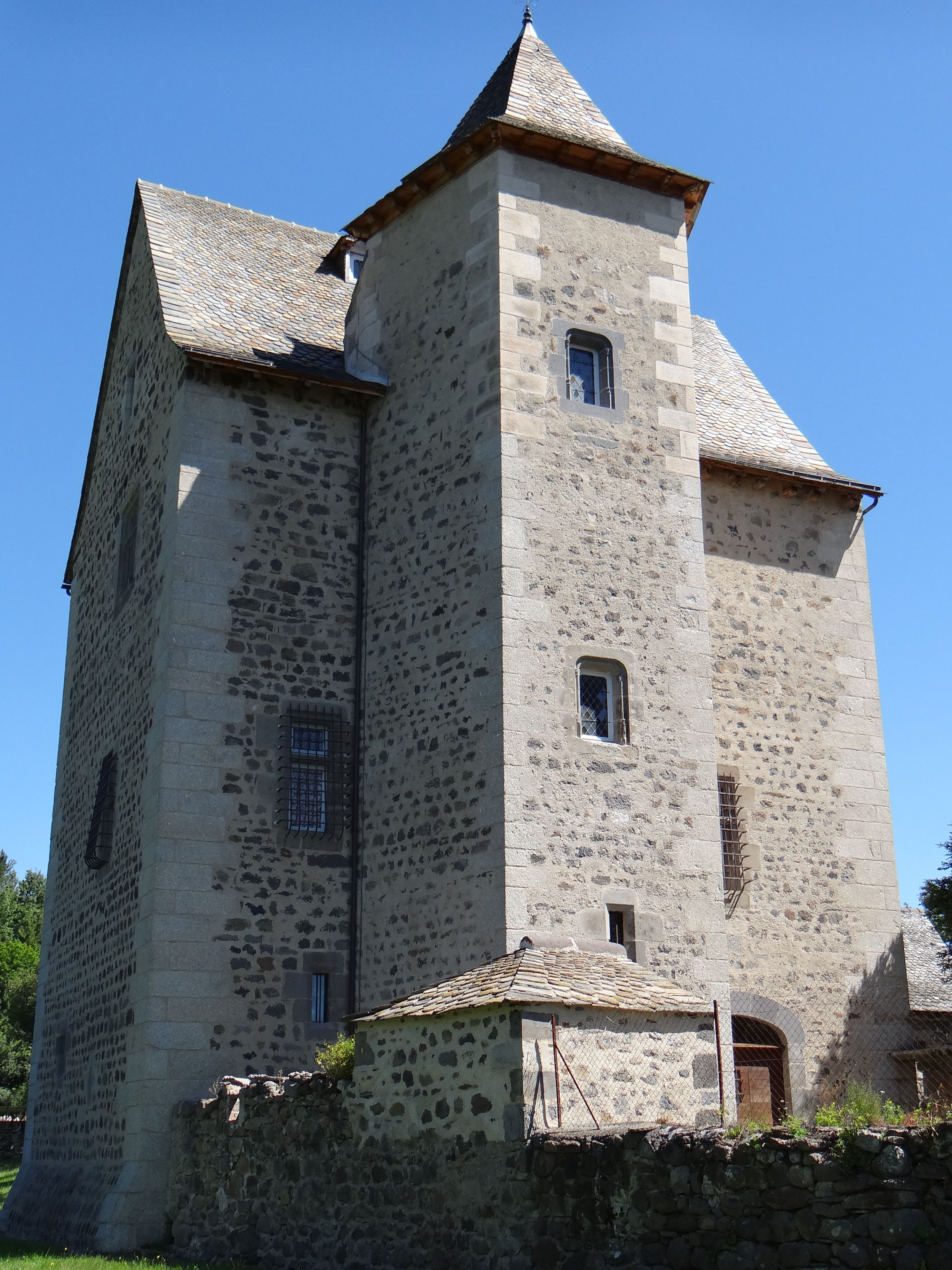
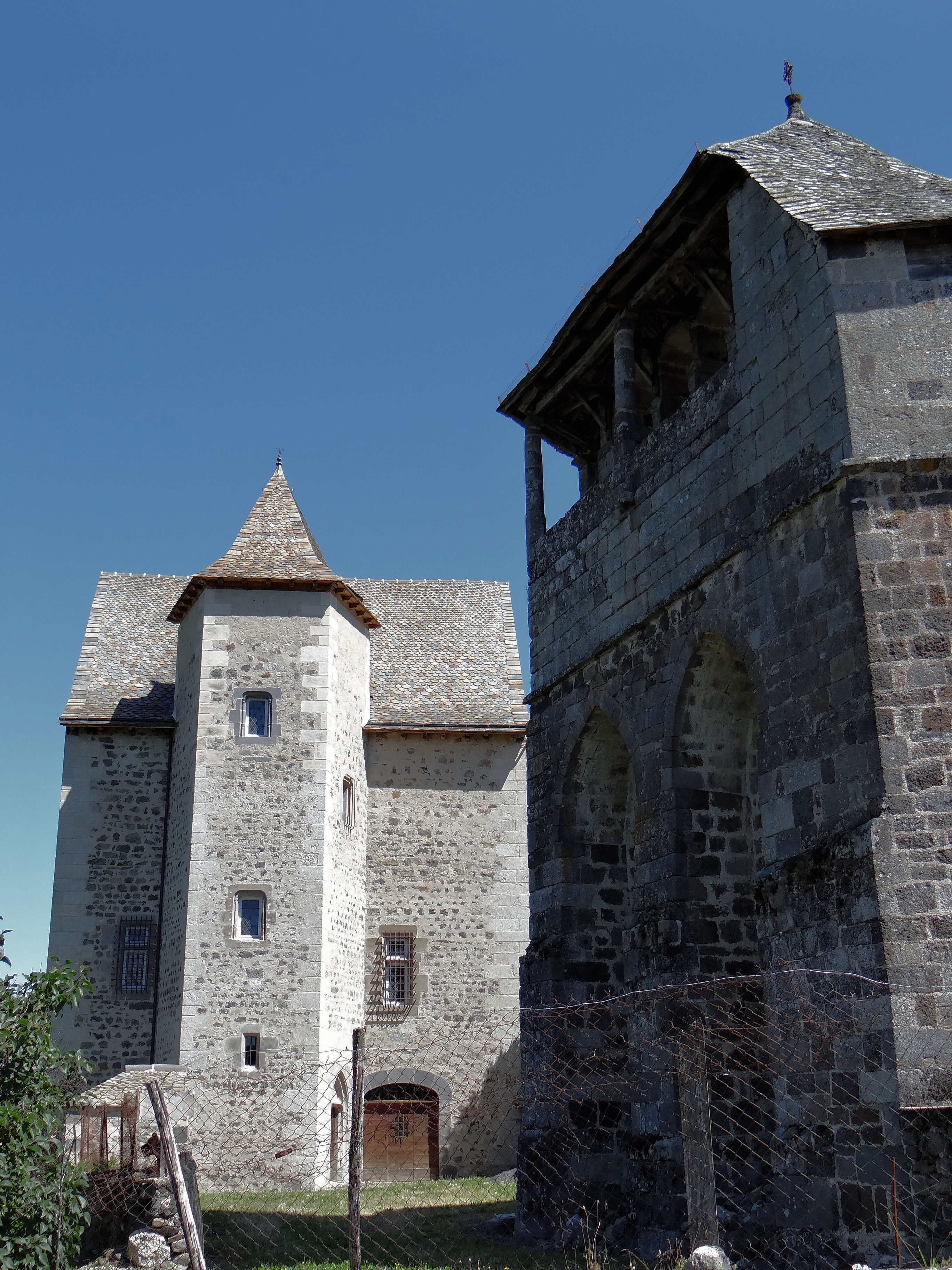

Inscrit MH (1928).
Cette maison du XVe siècle est située près de l'église de Brommat.

#### Barrage de Sarrans
Le barrage de Sarrans sur la Truyère marque la frontière entre la commune de Brommat et celle de Sainte-Geneviève-sur-Argence.

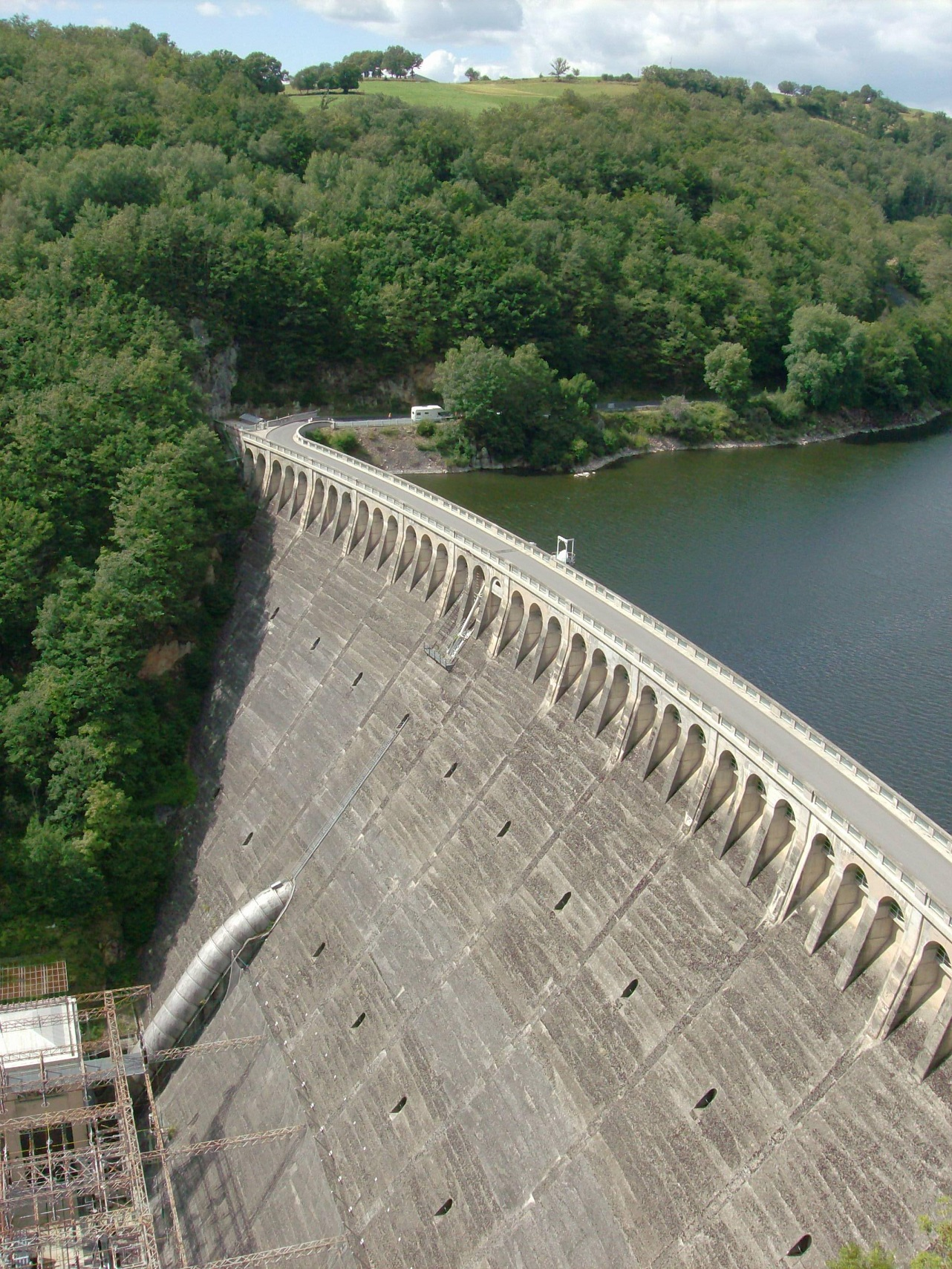
Barrage de Sarrans.

#### Centrale électrique de Brommat
Centrale hydroélectrique situé au hameau de Brézou alimenté par le barrage de Labarthe sur la Truyère et le barrage de Salazat sur la Bromme.

### Édifices religieux
- Église Saint-Pierre-Saint-Jean-Baptiste de Cussac.
- Église du Brézou.
- Chapelle Saint-Jean-Baptiste  de Jongues.

#### Église Saint-Anthime-et-Saint-Saturnin

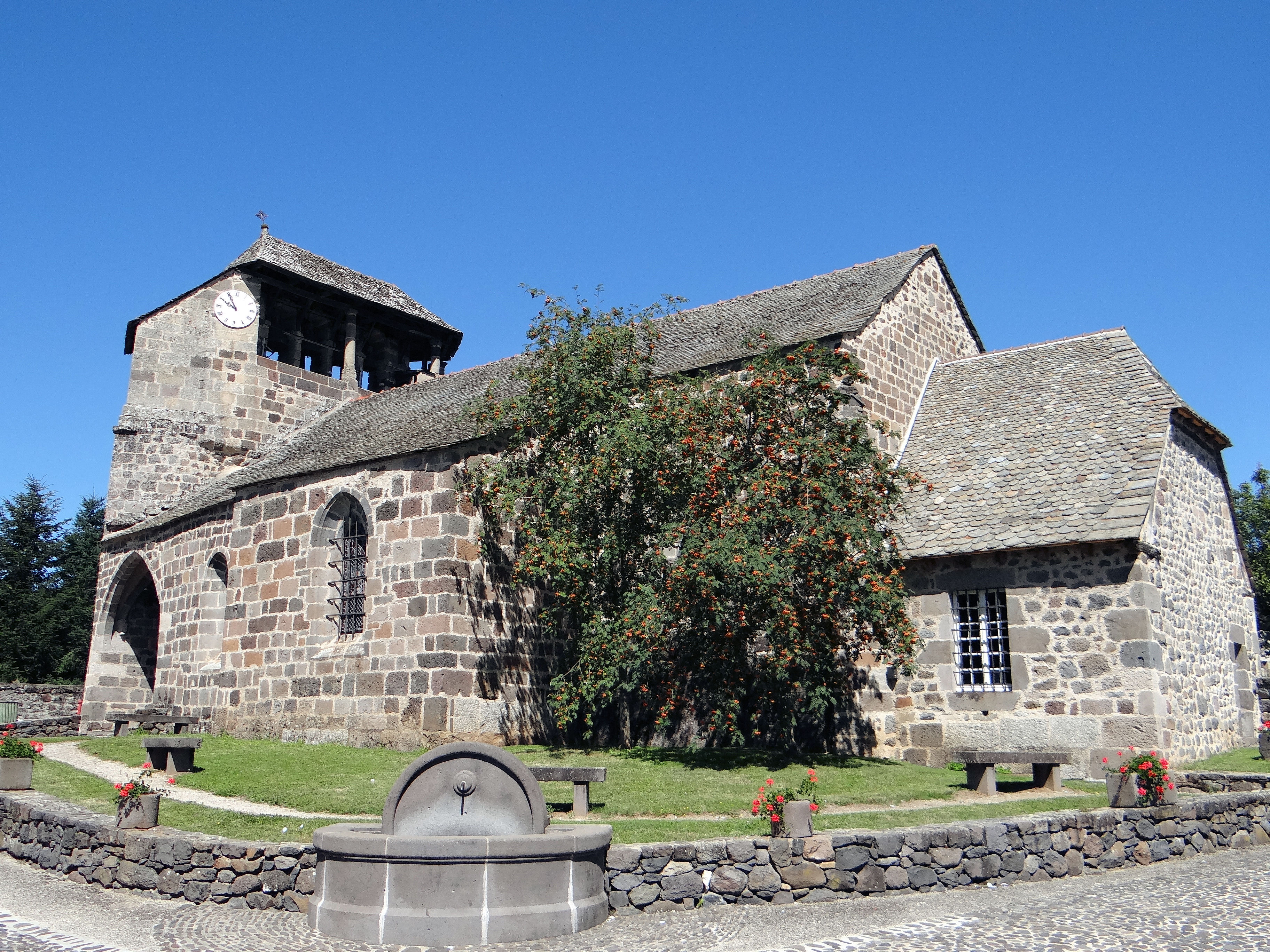
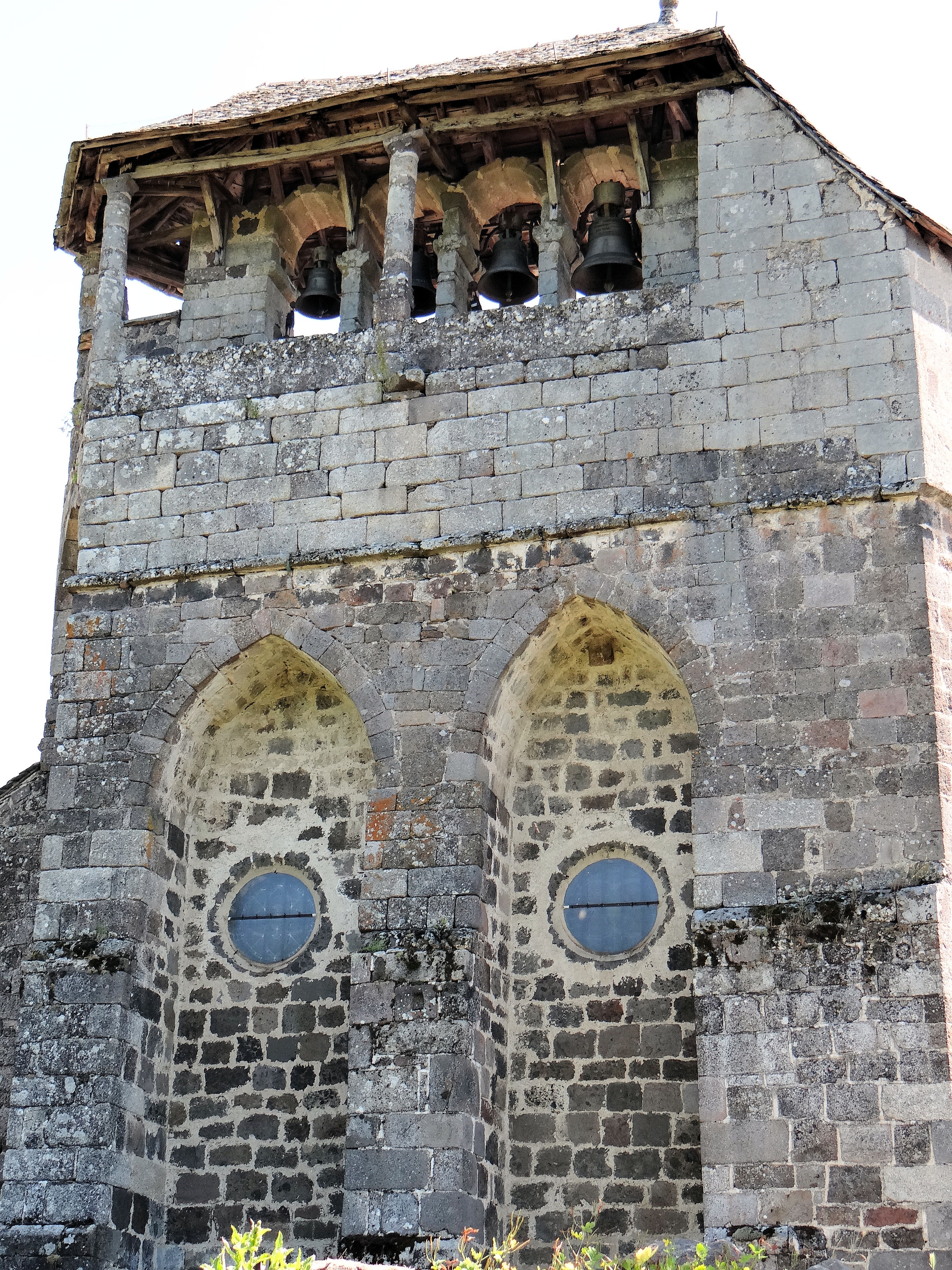
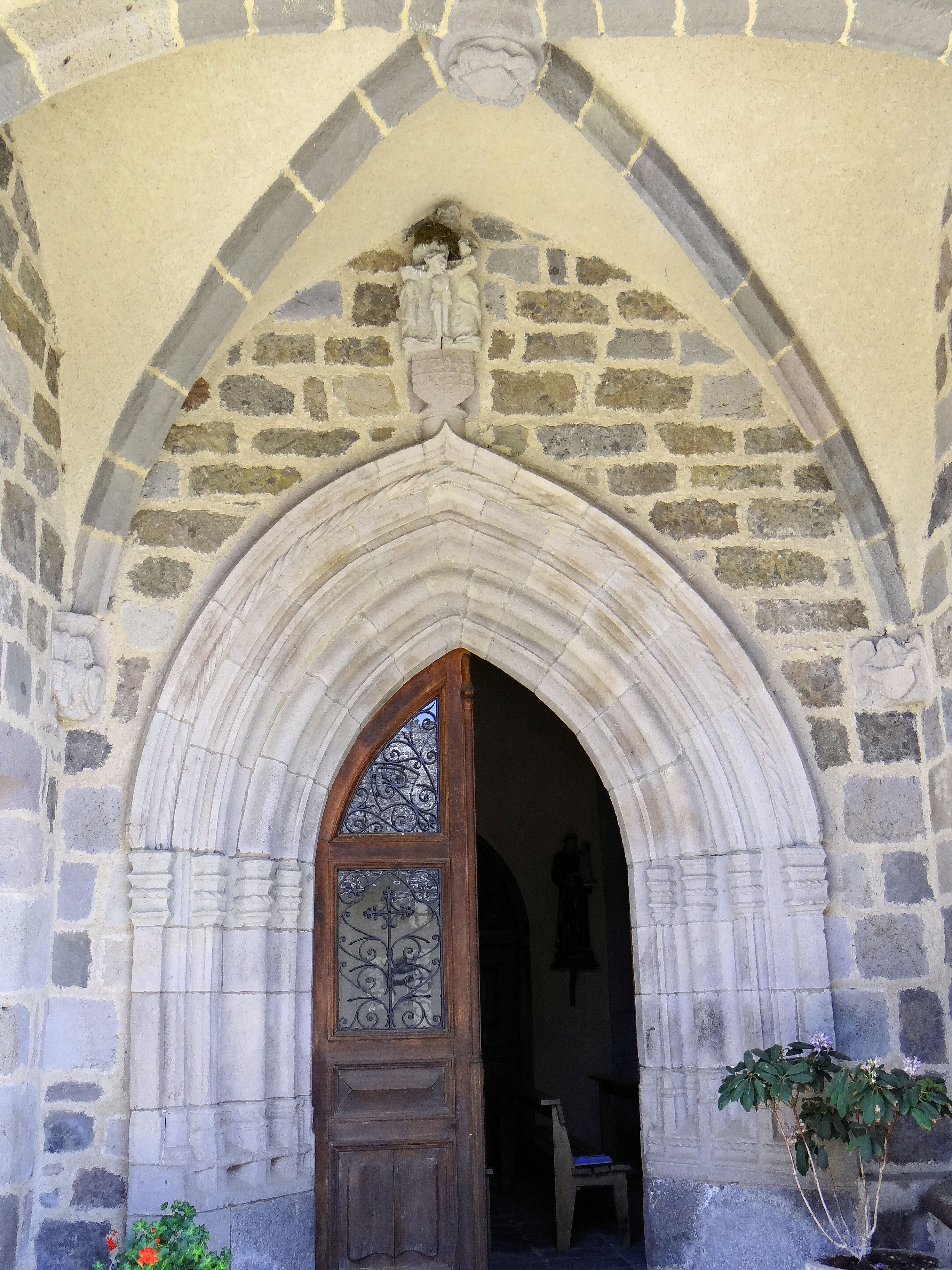

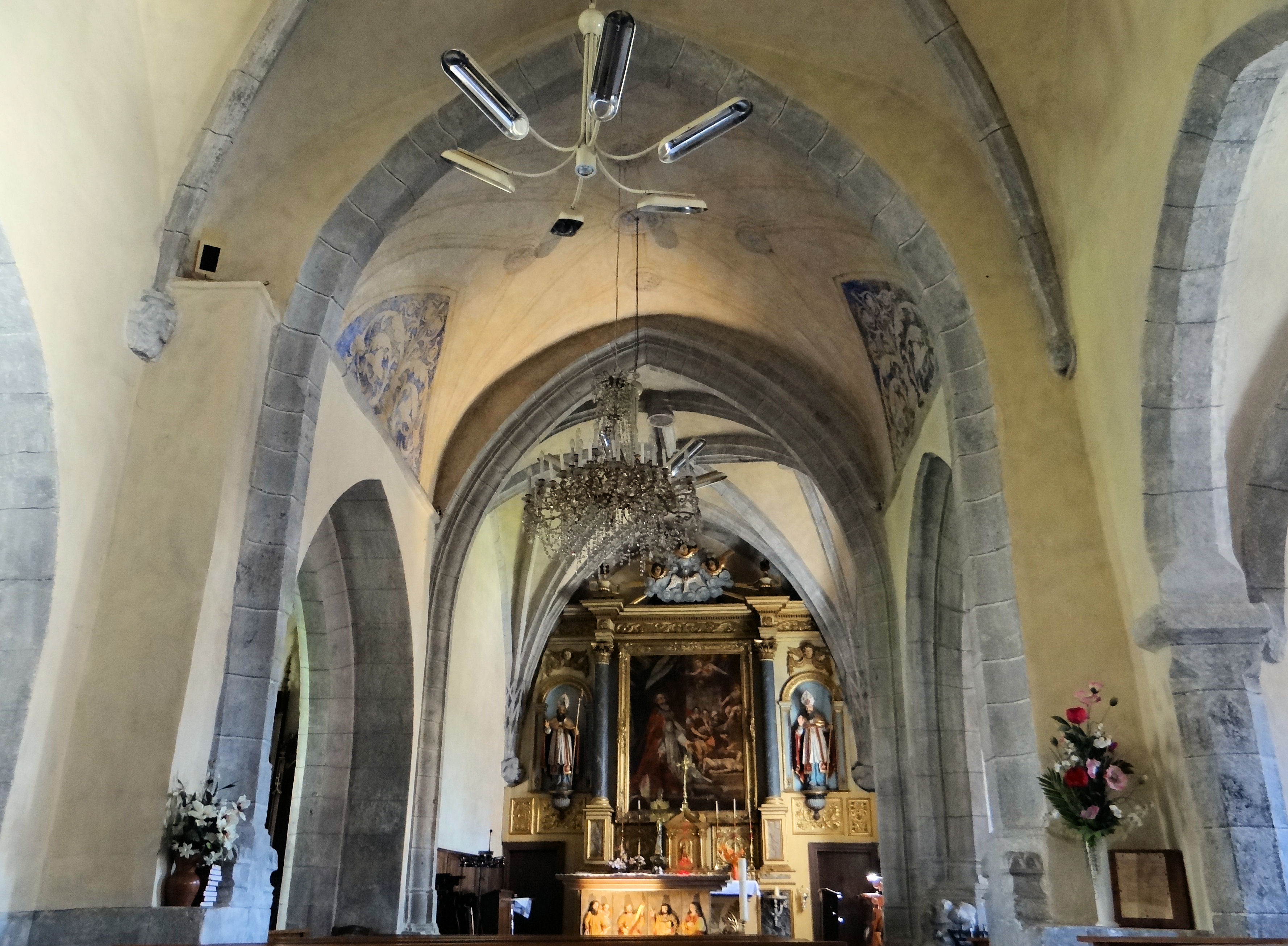
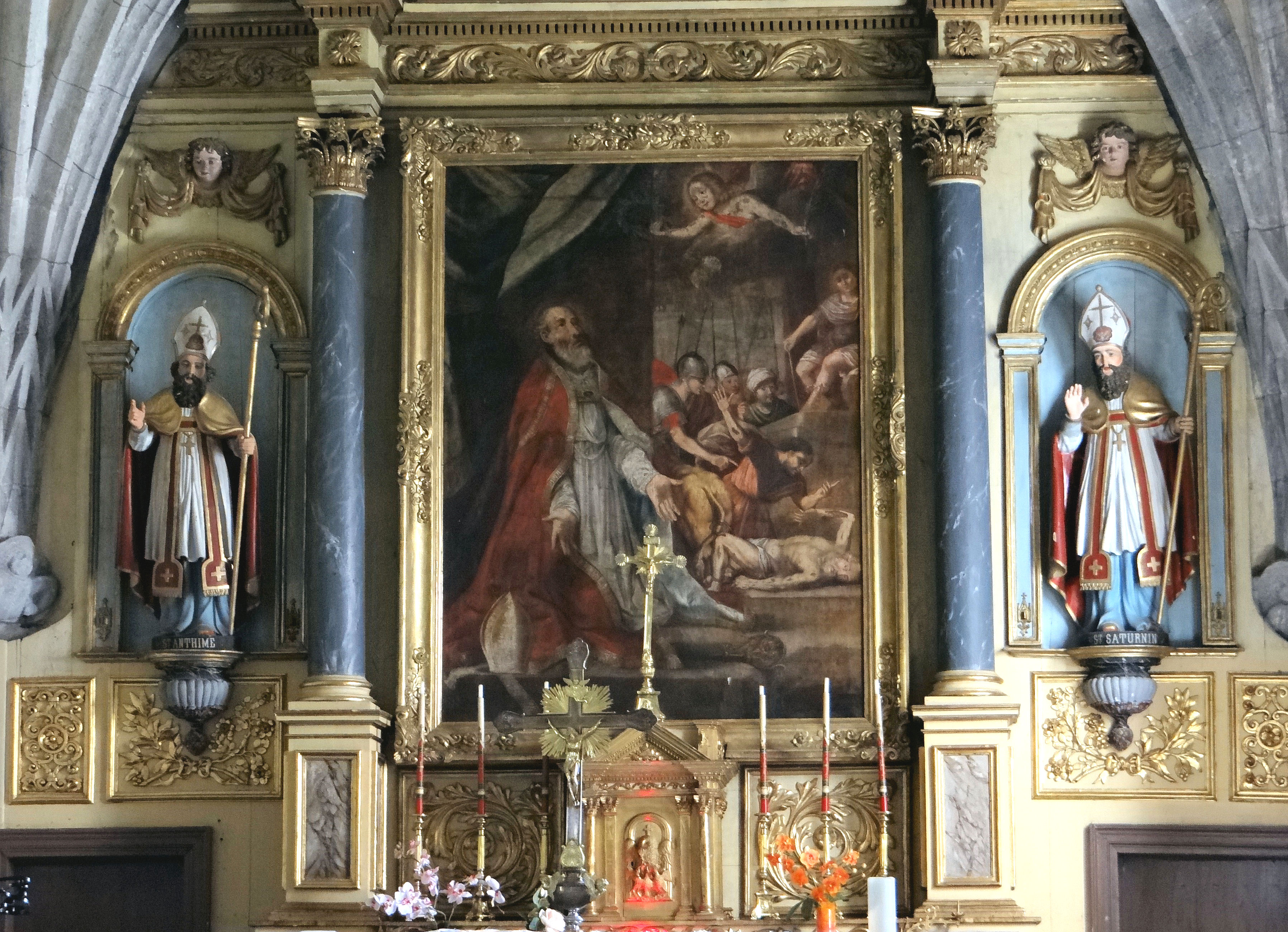
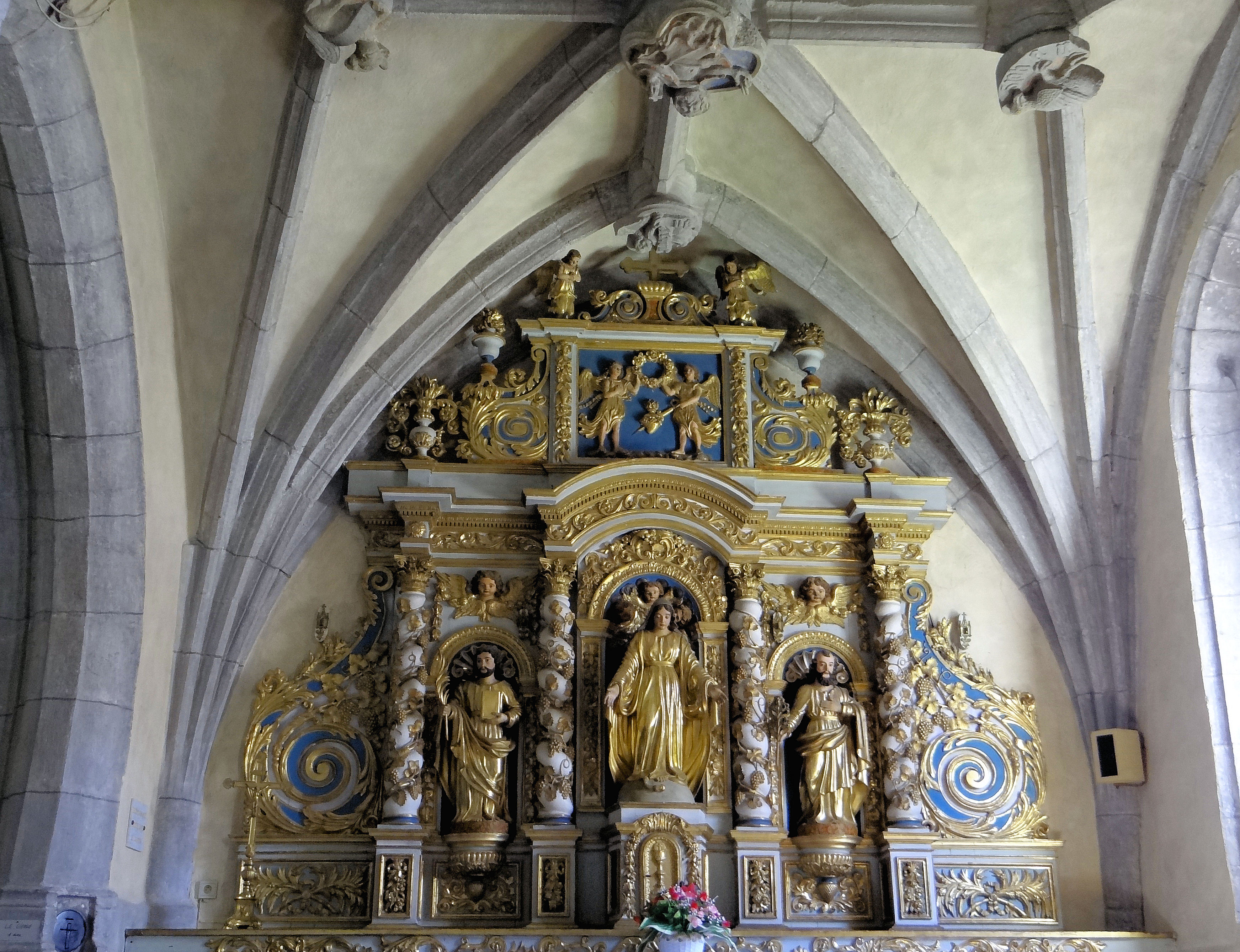

Inscrit MH (1927).

#### Église Saint-Roch

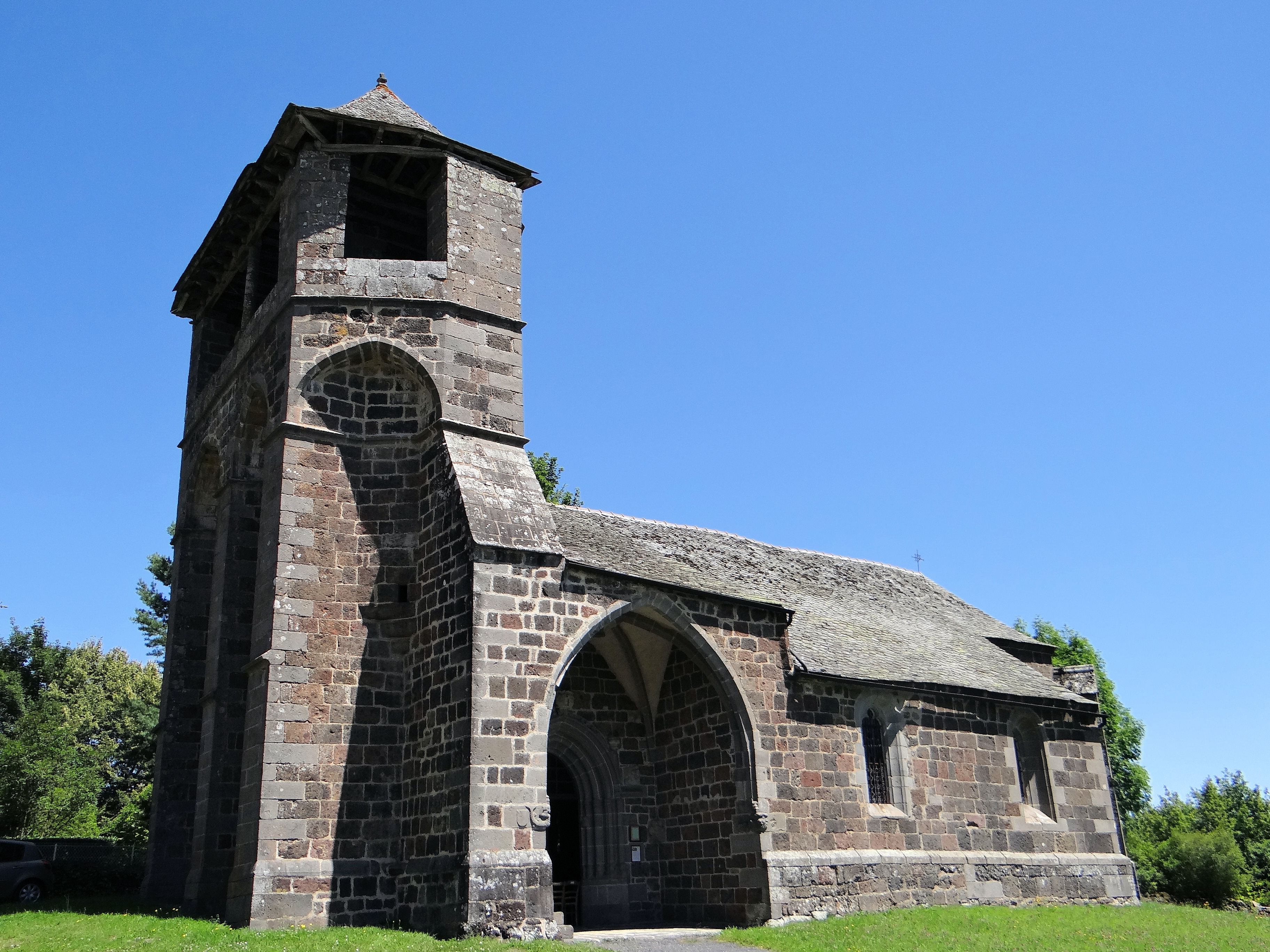
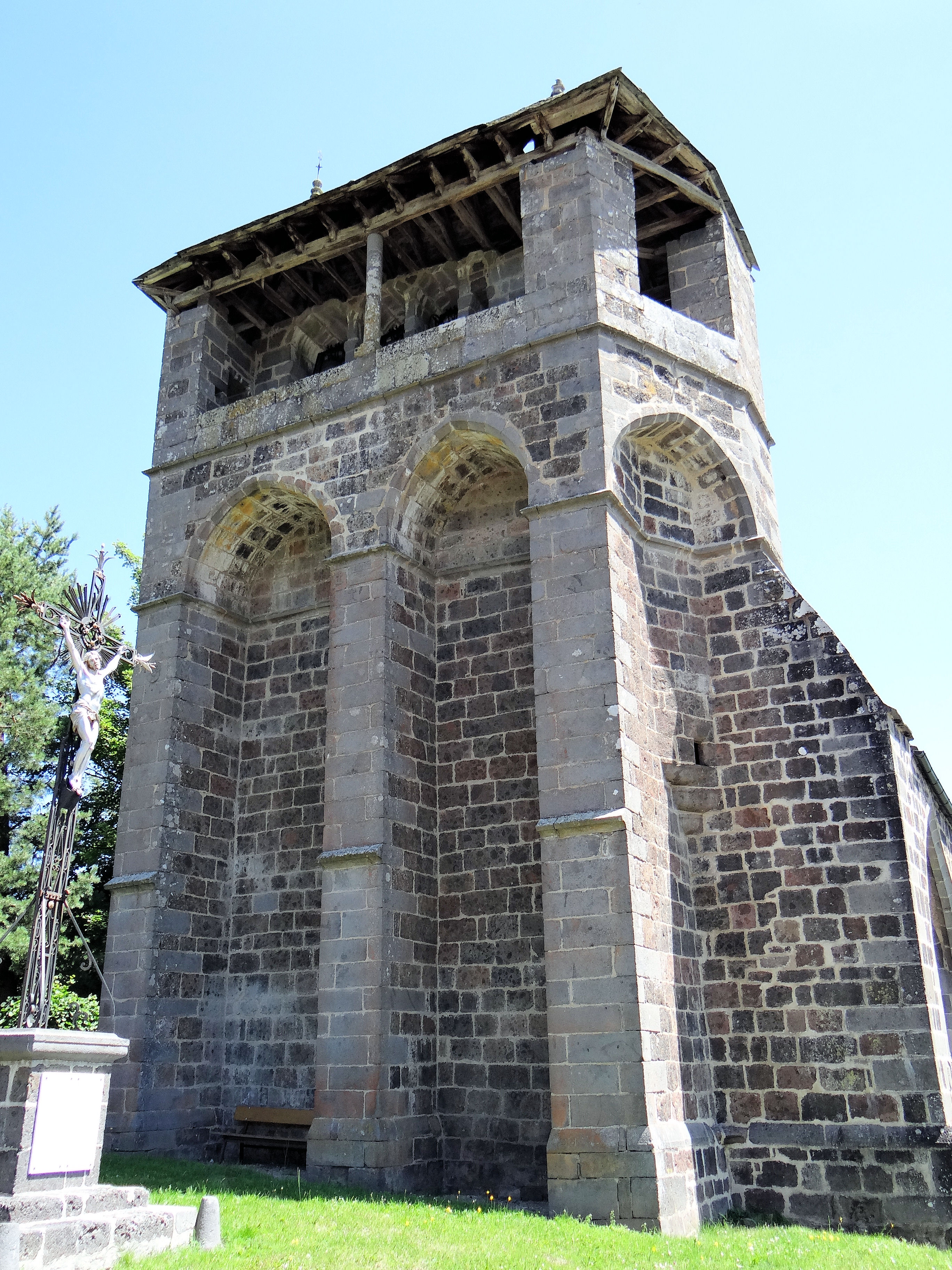
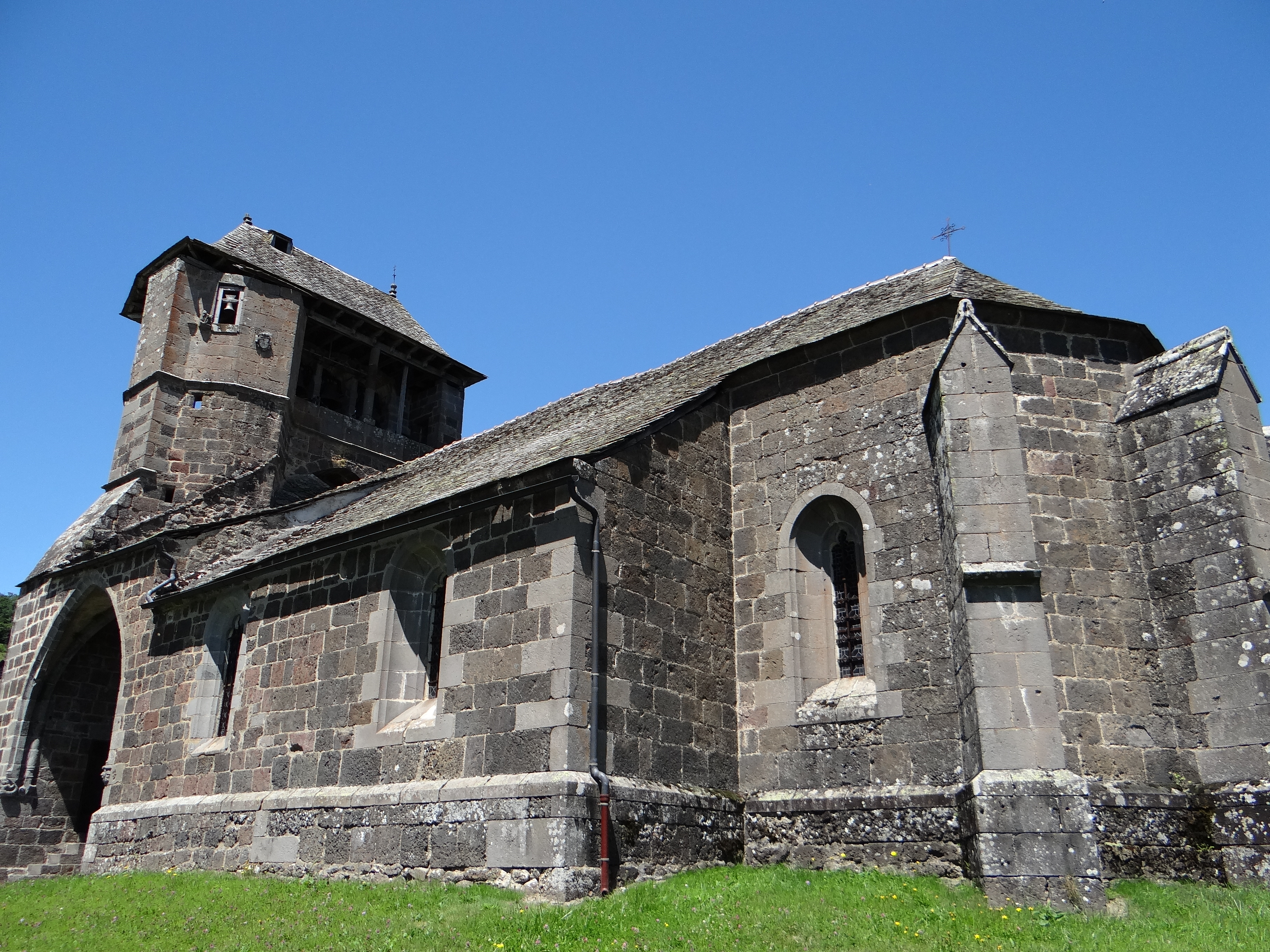

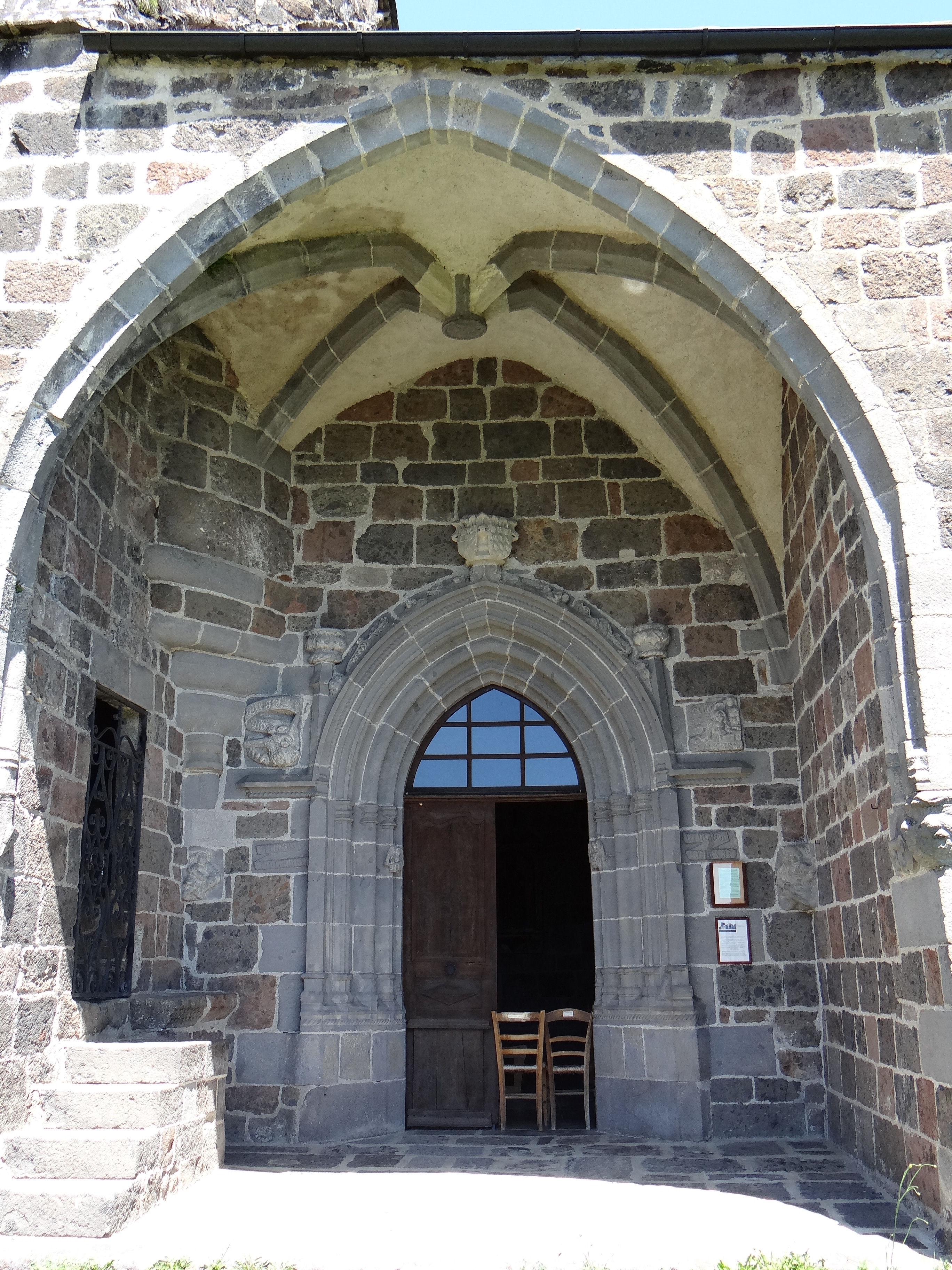
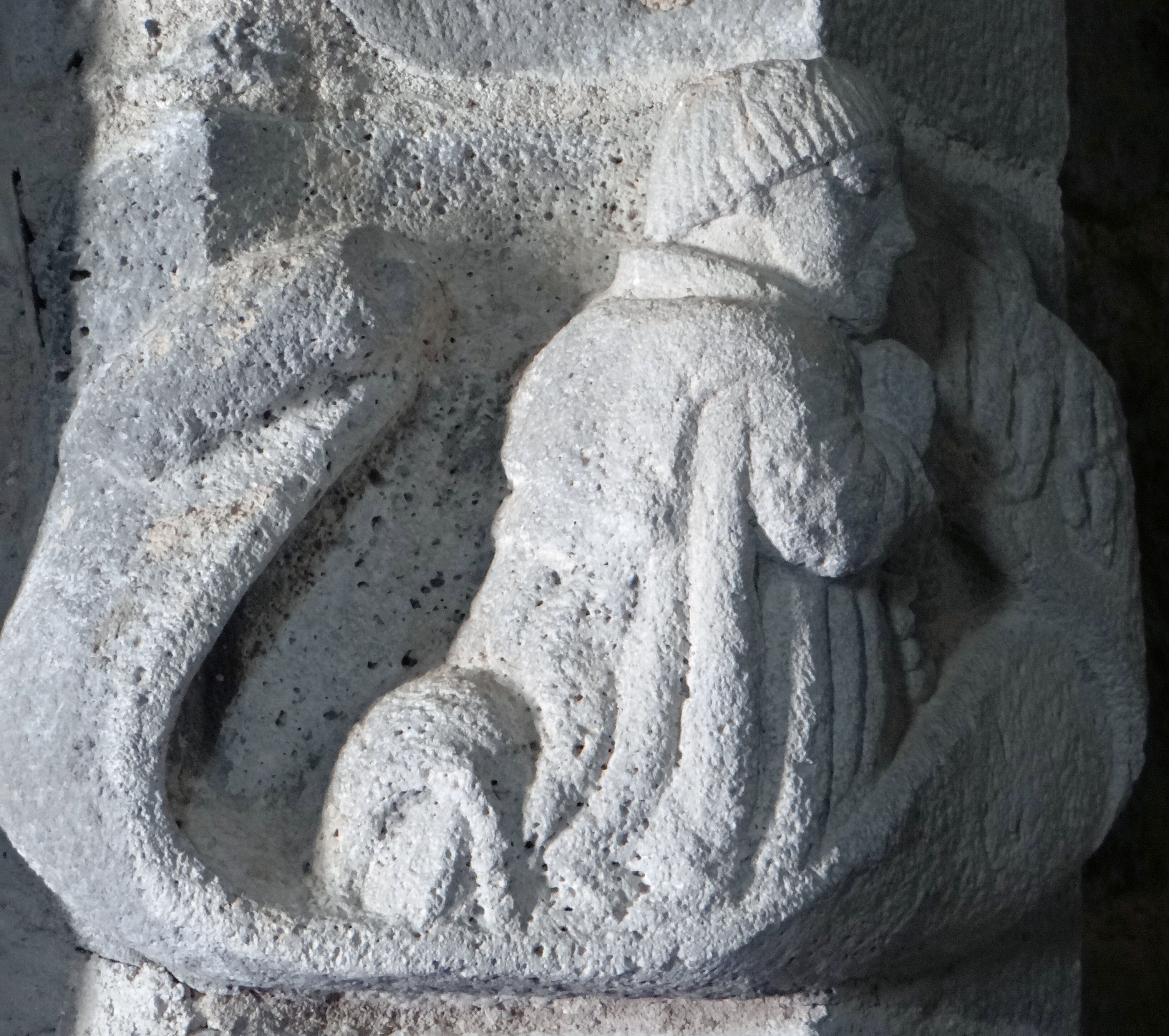
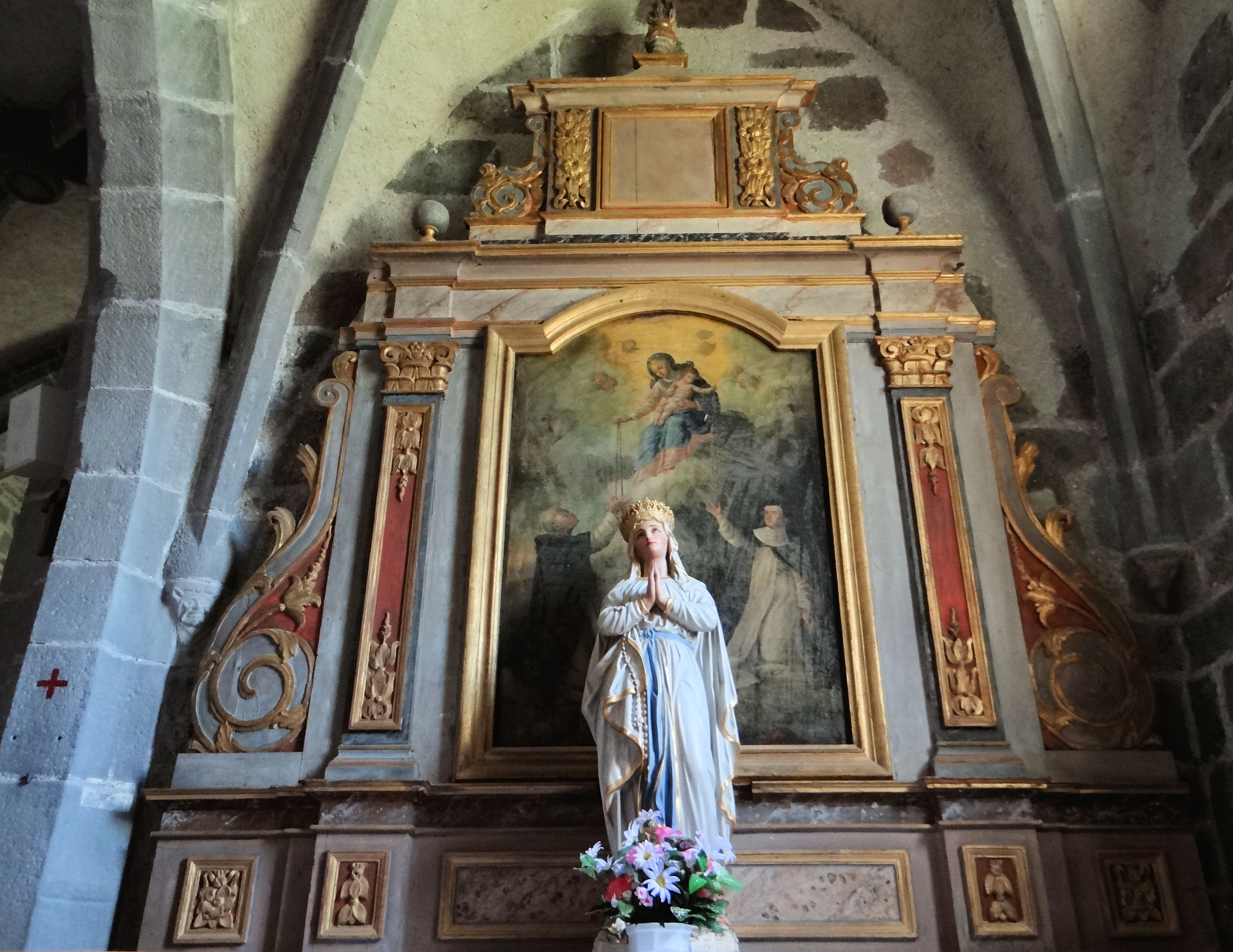

Inscrit MH (1933).

#### Église Saint-Cyrice-et-Sainte-Juliette

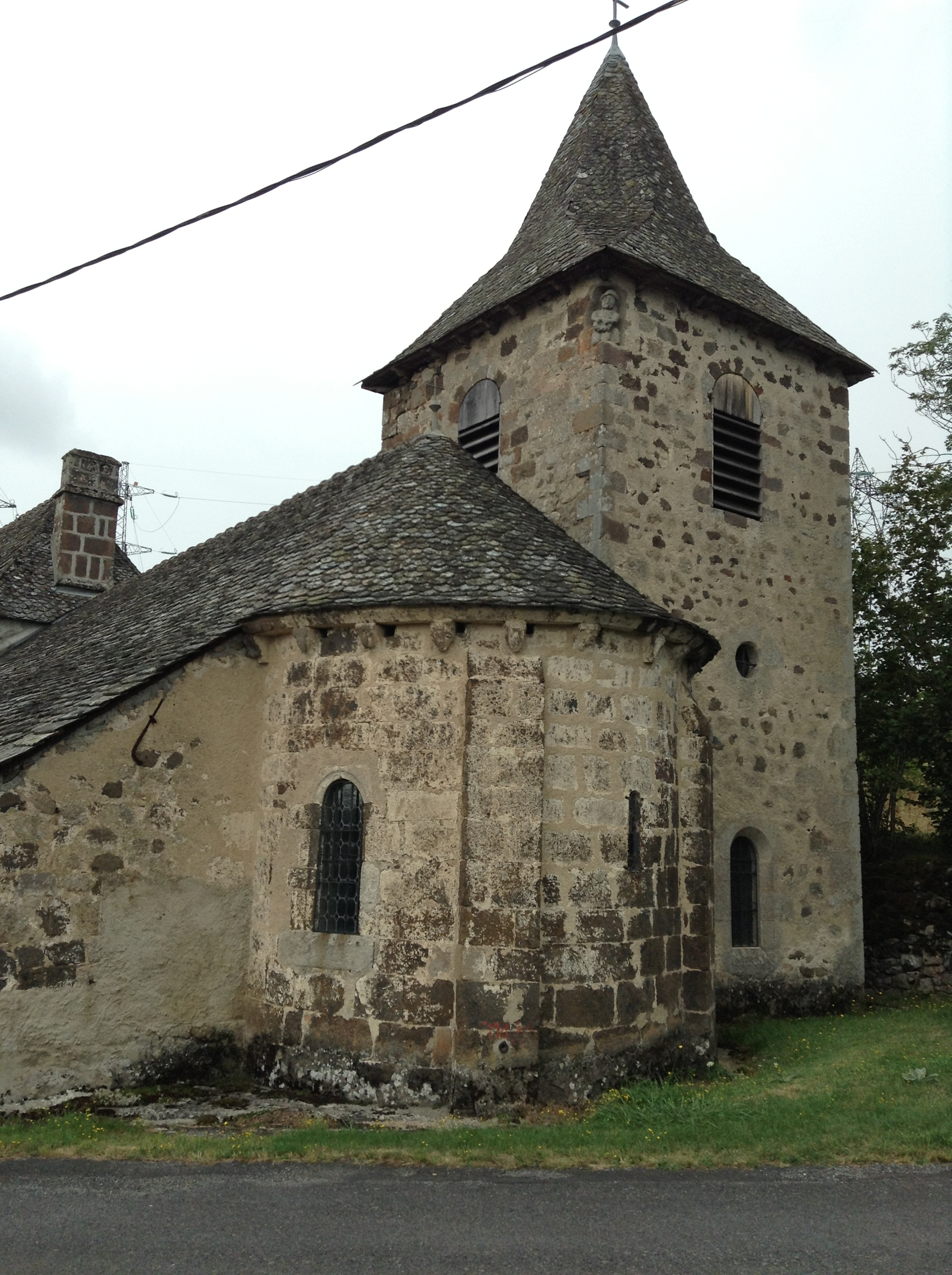

Inscrit MH (1995).

### Patrimoine naturel
- Tilleul de Jongues. Ce tilleul a reçu le label Arbres remarquables de France en septembre 2007[74], grâce à l'action de l'association Nature et Culture en Hautes-Terres dont le siège social était situé dans la commune de Brommat.